# Nuevo Brunswick

Acadia (1754).

Nuevo Brunswick (del inglés: New Brunswick) (del francés: Nouveau-Brunswick), también llamado a veces Nueva Brunswicko incluso, sin traducir, New Brunswick y abreviado comúnmente NB, es una de las diez provincias que, junto con los tres territorios, conforman las trece entidades federales de Canadá. Su capital es Fredericton y su ciudad más poblada, Moncton. Está ubicada al este del país, y limita al norte con el golfo de San Lorenzo —que la separa de la Isla del Príncipe Eduardo—, al este con la bahía de Fundy —que la separa de Nueva Escocia—, al sur con Estados Unidos y al oeste con Quebec. Con 72 908 km², es la tercera entidad menos extensa —por delante de Nueva Escocia y de la Isla del Príncipe Eduardo, la menos extensa— y, con 10 hab/km², la cuarta más densamente poblada, por detrás de la Isla del Príncipe Eduardo, de Nueva Escocia y de Ontario.[cita requerida]
Nueva Brunswick forma parte de las Provincias Marítimas y de las Provincias Atlánticas, y es la única provincia canadiense que posee el inglés y el francés como idiomas oficiales.
La mayor parte de Nuevo Brunswick está cubierto por bosques. La silvicultura es una de las principales fuentes de renta de la provincia. Nuevo Brunswick es uno de los mayores productores de madera de Canadá, así como la mayor productora de papel de periódico del país. Las fuentes de renta más importantes de Nuevo Brunswick son la manufactura, el turismo, la silvicultura, la minería y la pesca.[cita requerida]
Nuevo Brunswick fue originalmente colonizado por los franceses, y formó parte de la colonia francesa de Acadia, parte de Nueva Francia. En 1763, bajo los términos del Tratado de París, los franceses cedieron la región del actual Nuevo Brunswick a los británicos. Estos pusieron a la región su nombre actual, en homenaje al rey Jorge III del Reino Unido —descendiente de la familia real británica Brunswick-Lüneburg. Nuevo Brunswick estaba entonces relativamente poco poblada por colonos europeos —principalmente franceses— hasta finales de la década de 1770. La Revolución de las Trece Colonias de 1776 hizo que cerca de 14 000 habitantes de las Trece Colonias, leales a la Corona británica —y por esto, denominados loyalists (lealistas)—, emigraran a la región, y le dieron marco entonces a Nuevo Brunswick el apodo de The Loyalist Province (La Provincia Lealista).[cita requerida]
Juntamente con Nueva Escocia, Ontario y Quebec, Nuevo Brunswick es una de las cuatro provincias originales de la Confederación Canadiense, creada el 1 de julio de 1867.[cita requerida]

## Historia

### Hasta 1763
Los nativos americanos que vivían en la región que actualmente constituye Nuevo Brunswick, antes de la llegada de los primeros exploradores europeos a la región, eran las tribus Micmac, Maliseet y los Passamaquoddy. Los Micmac habitaban principalmente la región este del actual Nuevo Brunswick, mientras los Maliseet habitaban la región noroeste y los Passamaquoddy vivían en el suroeste, en torno a la bahía de Passamaquoddy.
El primer explorador europeo en explorar el actual Nuevo Brunswick fue el francés Jacques Cartier, en 1534, que descubrió y dio nombre a la baie des Chaleurs, entre el norte de Nuevo Brunswick y la península de Gaspesia del actual Quebec. La siguiente expedición francesa a la región no ocurriría hasta 1604, cuando un grupo de franceses, liderados por Pierre Dugua de Mons y Samuel de Champlain navegaron por la bahía de Passamaquoddy, y establecieron un pequeño asentamiento de invierno en la isla Saint Croix (actualmente perteneciente a Maine), donde se instalaron los exploradores. Al final del invierno, 36 de los 87 miembros de la expedición murieron a causa del escorbuto. Después del invierno, en 1605, el resto de la expedición se trasladó a la bahía de Fundy, instalándose donde actualmente está localizado Port Royal, actual Nueva Escocia.
Gradualmente, otros asentamientos franceses se fundaron a lo largo del río Saint John y en la región de la bahía de Fundy, así como en el margen norte de Nuevo Brunswick, a lo largo del siglo XVII. Estos asentamientos incluían Fort la Tour (actual Saint John), villas en los valles de los ríos Memramcook y Petitcodiac, y St. Pierre, actual Bathurst. Toda la región de Nuevo Brunswick, así como las regiones que componen actualmente la Isla del Príncipe Eduardo, Nueva Escocia y partes de Maine, fueron reivindicadas por los franceses, como parte de la colonia de Acadia (parte de Nueva Francia). Los franceses mantuvieron buenas relaciones con los nativos americanos de la región. La principal fuente de renta de los franceses en Nuevo Brunswick era el comercio de pieles con los nativos americanos de la región.
Inglaterra reivindicó por primera vez la región de Nuevo Brunswick en 1621, cuando el rey Jaime I de Inglaterra cedió a William Alexander toda la región que constituía entonces Acadia. Esta región sería denominada, según los británicos, Nova Scotia, el significado en latín de "Nueva Escocia". Naturalmente los franceses no aceptaron las reivindicaciones de la región por parte de los ingleses. Los franceses, sin embargo, perdieron gradualmente el control de Acadia, en favor de los británicos, en una serie de guerras durante el siglo XVIII.
En 1713, bajo los términos del Tratado de Utrecht —que terminó oficialmente con la Guerra de Sucesión Española— los franceses cedieron la parte peninsular de Nueva Escocia a los británicos. La región de Nuevo Brunswick, así como la Île St-Jean (Isla del Príncipe Eduardo), y la Île Royale (actual isla de Cabo Bretón) continuarían bajo dominio francés.
La mayor parte de la población acadiana de la época, sin embargo, vivían en la parte peninsular de Nueva Escocia, que pasara a control británico. El resto de Acadia, incluyendo la región de Nuevo Brunswick, estaba escasamente poblada, con asentamientos primarios acadianos en Nuevo Brunswick existentes solo en las regiones de Tantramar, Memramcook y el río Petitcodiac, así como Fort la Tour y Fort Anne (actual Fredericton).

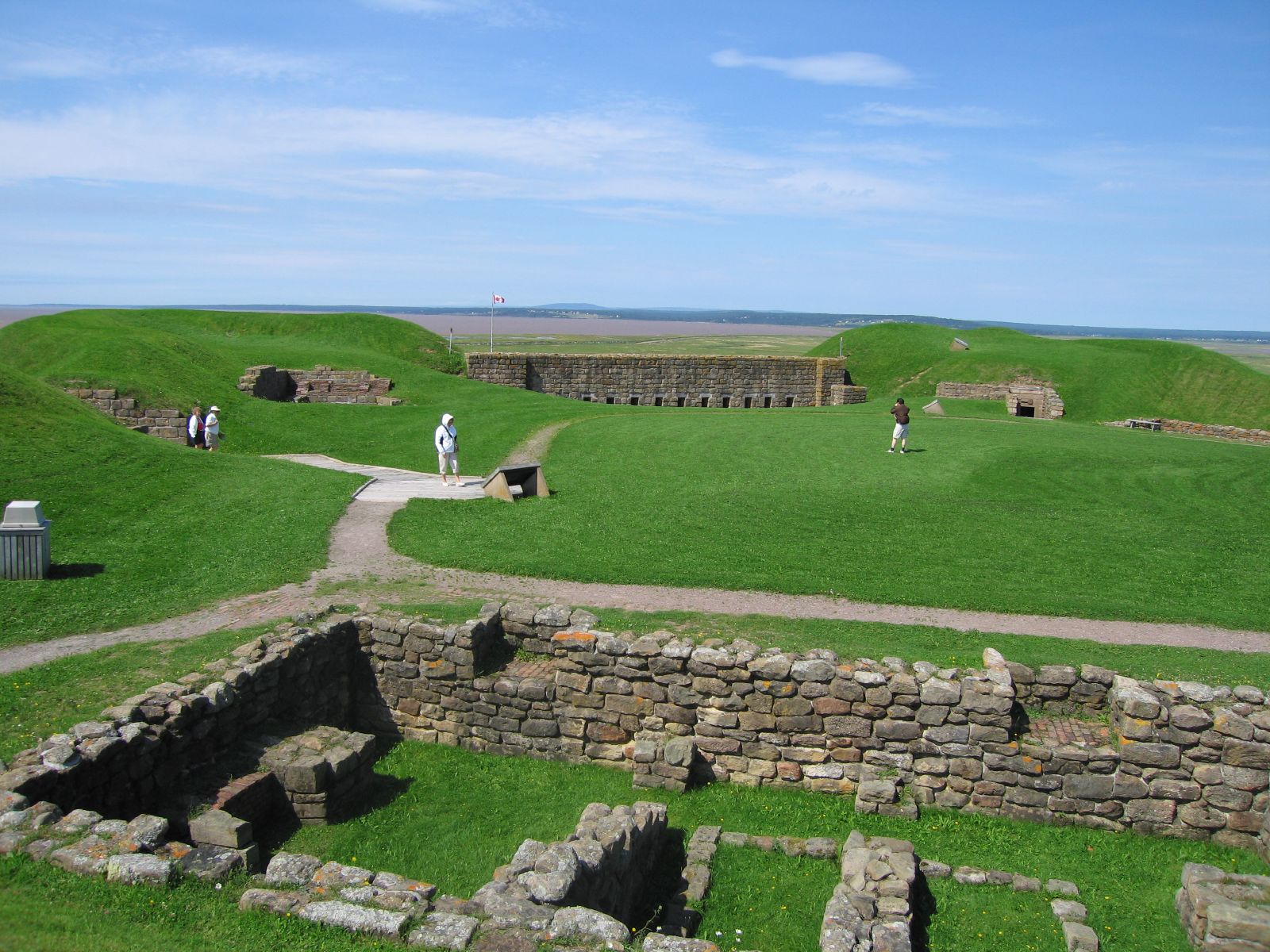
El Fuerte Beauséjour renombrado como Fuerte Cumberland en 1755, fue construido por los franceses entre 1751 y 1752. Lo entregaron a los británicos en 1755 tras su derrotaen la Guerra de los Siete Años.

Durante la Guerra Franco-Indígena (1756-1763), los británicos conquistaron todo Nuevo Brunswick. Fort Beausejour, próximo a la actual ciudad de Sackville, fue capturado inmediatamente al inicio de la guerra, en 1755. Los acadianos de las regiones próximas, Beaubassin y Petitcodiac, fueron expulsados de la región, como los británicos habían hecho con los acadianos de Nueva Escocia, a principios de aquel mismo año. Otros conflictos y batallas se sucedieron tras la captura de Sackville, y Fort St. Anne fue capturado por los británicos en 1759. Después de esto, toda la región del actual Nuevo Brunswick pasó a dominio británico. Francia perdería finalmente el control de su imperio en América del Norte, después de la Batalla de las Planicies de Abraham en la ciudad de Quebec, en 1759. Bajo los términos del Tratado de París (1763), los franceses cedían oficialmente Nuevo Brunswick a los británicos.

### 1763-1867
Después del fin de la Guerra Franco-Indígena, la región que constituye actualmente Nuevo Brunswick (más parte de Maine) fueron incorporados al Condado de Sunbury, en la colonia británica de Nueva Escocia. La localización de Nuevo Brunswick, relativamente lejos del litoral del océano Atlántico, impidió que los británicos poblaran intensivamente la región inmediatamente después del fin de la guerra. De las tentativas de poblar la región inmediatamente después del periodo posguerra, se destacan la fundación de The Bend —actualmente Moncton— en 1766 por colonos de Pensilvania, patrocinados por la Compañía de Tierras de Filadelfia. Otros asentamientos fundados por colonos provenientes de las Trece Colonias serían establecidos en la región, principalmente en la región sur de la antigua Acadia (Maine y el sur de Nuevo Brunswick) —sobre todo en torno a la actual Sackville, y en torno al estuario del río Saint John. Poco antes de la revolución estadounidense de 1776, colonos ingleses, provenientes de Yorkshire, también se asentaron en la región de Sackville.
Sin embargo, el gran crecimiento de población no ocurriría hasta 1775, cuando la revolución estadounidense de 1776 dio comienzo en las Trece Colonias británicas. Estas poseían gran número de colonos, llamados loyalists (lealistas), que eran leales a la Corona británica. Los británicos ofrecieron a los lealistas de las Trece Colonias lotes de tierra gratis en Nuevo Brunswick. Sin embargo, se debe observar que la mayoría de la población de Nuevo Brunswick que ya estaba instalada en la región antes de la Revolución apoyaba a los rebeldes americanos, y algunos creen que Nuevo Brunswick, si estuviera un poco más organizado políticamente, podría ser considerada la "decimocuarta" colonia británica. En particular, Johnathan Eddy, al mando de una milicia, atacó varias veces un puesto militar británico en Fort Cumberland —actual Fort Beausejour— durante el inicio de la revolución.
Los lealistas se instalaron en gran número en Nuevo Brunswick —fueron en el total cerca de 14 mil, al final de la revolución, en 1783. Buena parte de estos lealistas se instalaron una sola vez en 1783, luego después del fin de la revolución en los Estados Unidos, siendo expulsados del nuevo país. Los lealistas de esta última ola de migración se instalaron en Parrtown —actual Saint John. Con el súbito crecimiento de población de la región, se hizo clara y crítica la necesidad de organizar políticamente el territorio. La capital de la colonia de la cual Nuevo Brunswick formaba parte por entonces —Halifax, capital de Nueva Escocia— se encontraba localizaba tan lejos de la región, que la Corona británica decidió que la provincia colonial de Nueva Escocia debería ser dividida. La provincia colonial de Nuevo Brunswick fue oficialmente fundada por Thomas Carleton el 16 de agosto de 1784.
El nombre de Nuevo Brunswick fue en homenaje al entonces monarca británico, el rey Jorge III, que era descendiente de la familia de Brunswick-Lüneburg. Por su parte Fredericton, la capital provincial, fue nombrada en homenaje al segundo hijo del rey Jorge III, Federico, duque de York y Albany.
La elección de Fredericton como la capital de Nuevo Brunswick ofendió a muchos habitantes de Parrtown —posteriormente renombrada Saint John. Parrtown poseía una población significativamente mayor que Fredericton. La razón principal de la elección de Fredericton como capital de Nuevo Brunswick era su localización en el interior de la provincia —lo que la hacía menos vulnerable a posibles ataques estadounidenses (u otros enemigos) que Parrtown, situada en el litoral. Parrtown, sin embargo, se convertiría en la primera ciudad incorporada de Canadá.

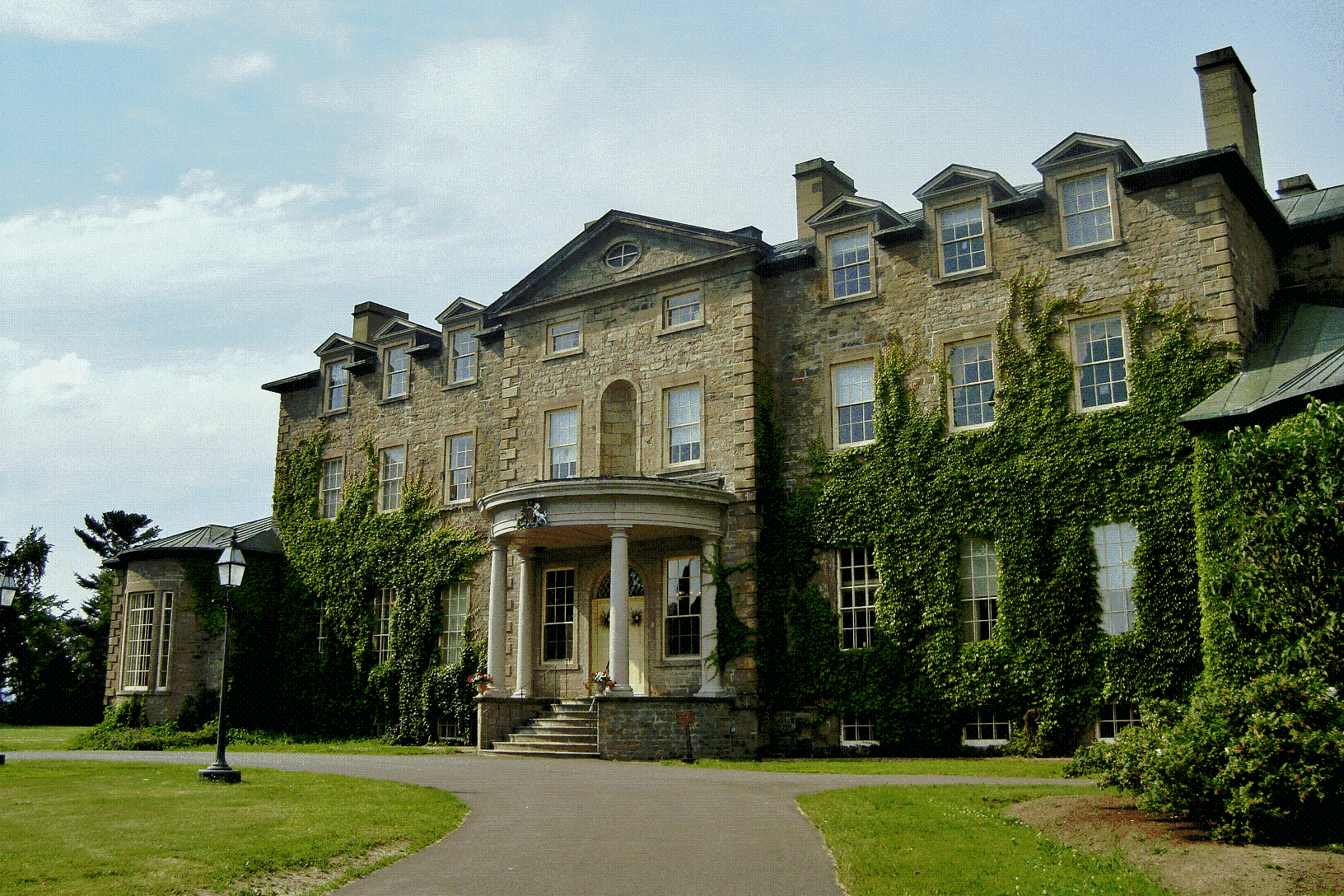
La Casa de Gobierno o Residencia del Gobernador (Résidence du governeur) fue construida entre 1826 y 1828 en el emplazamiento del antiguo asentamiento acadiano (francés) de Sainte-Anne

Algunos de los acadianos que habían sido expulsados de Nueva Escocia volvieron a la región de la antigua Acadia a finales del siglo XVIII y principios del XIX. Estos acadianos se instalaron principalmente en las regiones costeras del este y del norte de la nueva colonia de Nuevo Brunswick. Allí vivieron relativamente aislados (aislamiento de una cierta manera impuesta voluntariamente por ellos mismos), en la medida en que ellos lucharon para mantener vivas sus tradiciones.
La guerra anglo-estadounidense de 1812 tuvo poco efecto en Nuevo Brunswick. Se construyeron fuertes como el Carleton Martello Tower en Saint John y el St. Andrews Blockhouse, pero los estadounidenses no atacaron la región, y ninguna batalla o conflictos armados de cualquier género ocurrieron en Nuevo Brunswick. Los habitantes de la provincia tenían buenas relaciones con los vecinos del estado de Maine —así como con el resto de Nueva Inglaterra. Incluso durante la guerra la ciudad de St. Stephen suministró munición a los estadounidenses de Calais (ambas ciudades separadas por un río), en las celebraciones del 4 de julio, día de la independencia de los Estados Unidos.
Sin embargo, un tramo de la frontera entre Maine y Nuevo Brunswick estaba en disputa entre los estadounidenses y los británicos. Oficiales en Londres y en Washington D. C. luchaban por la región, pero a la mayoría de los habitantes de la zona disputada no le importaba, tanto permanecer bajo dominio británico como ser anexionado por los Estados Unidos. La disputa de la frontera, conocida como guerra Arrostook, fue solucionada en 1842.
A principios del siglo XIX, gran número de escoceses e ingleses se instalaron en Nuevo Brunswick. En 1845, un gran número de irlandeses, huyendo de la Gran hambruna irlandesa. Muchos de estos últimos se instalaron en Saint John o en Chatham (esta última autodenominada Capital irlandesa de Canadá). Los irlandeses, principalmente católicos, frecuentemente tenían roces con el resto de la población de Nuevo Brunswick, en su gran mayoría protestantes. En 1849, el mayor de estos conflictos ocurrió en Saint John, cuando protestantes y católicos se enzarzaron en un tiroteo.

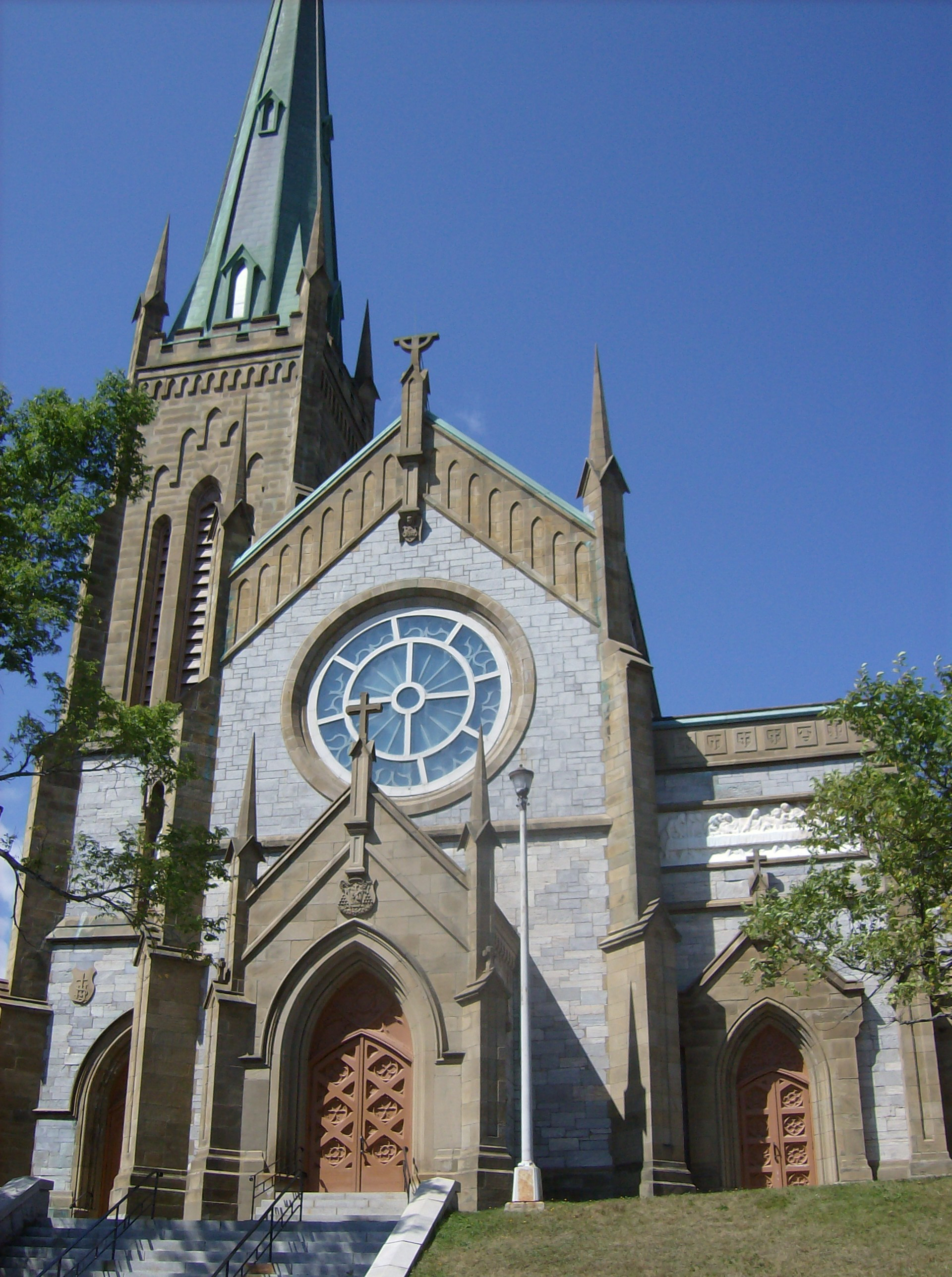
Catedral de la Inmaculada Concepción establecida en 1865

A lo largo del siglo XIX, la silvicultura y la construcción de navíos —tanto en la bahía de Fundy como en Miramichi— fueron las principales fuentes de renta de Nuevo Brunswick. Otras fuentes de renta importantes de la provincia eran la agricultura y la pesca.

### Desde 1867
En 1864, oficiales de las Provincias Marítimas —Nuevo Brunswick, Nueva Escocia y la Isla del Príncipe Eduardo— realizaron un encuentro en Charlottetown, donde discutieron la formación de una posible fusión de las tres colonias provinciales. Inicialmente la Conferencia de Charlottetown se realizaba con este objetivo, pero el gobierno de la provincia de Canadá (actuales Ontario y Quebec) se interesó en la idea de una posible unión, y representantes de la provincia de Canadá se incorporaron al encuentro. Representantes de las cuatro provincias se encontrarían nuevamente en Quebec. El 1 de julio de 1867, la Confederación de Canadá fue creada oficialmente. Nuevo Brunswick fue una de las provincias originales de la Confederación, junto con Nueva Escocia, Ontario y Quebec.
Muchos residentes de las Provincias Marítimas no querían formar parte de la Confederación, temiendo que las necesidades de la región serían poco valoradas frente a las necesidades del resto del país. Por consecuencia, muchos de los "Padres de la Confederación" de las Provincias Marítimas perdieron sus puestos en los gobiernos de sus respectivas provincias, en las elecciones posteriores.
Después de la formación de la Confederación, Nuevo Brunswick continuó creciendo económicamente, apoyándose en la pesca, la minería y la silvicultura. Pero el creciente uso de navíos a vapor en Canadá y en Estados Unidos hizo que la fuerte industria naval de Nuevo Brunswick —que producía embarcaciones de madera a vela— se colapsara. La recesión económica se vería agravada por el gran incendio de 1877 en Saint John. Muchos trabajadores expertos se trasladaron en dirección al oeste, rumbo a otras regiones de Canadá, o al sur, hacia los Estados Unidos. Durante la década de 1890, diversas vías ferroviarias unieron Nuevo Brunswick con el resto del país. Los ferrocarriles transportaban principalmente productos producidos en el interior de Canadá a puertos de las Provincias Marítimas. Halifax (en Nueva Escocia) y Saint John se convirtieron en grandes centros portuarios. Sin embargo, la competencia de productos industrializados a precios más baratos, producidos en Ontario o en Quebec, creó una recesión general en la industria de manufactura de Nuevo Brunswick.
La economía de la provincia se recuperaría a principios del siglo XX. La industria de manufactura ganó fuerza, especialmente la producción de muebles de madera. El periodo de mayor crecimiento económico de Nuevo Brunswick durante el inicio del siglo fueron los años de la Primera Guerra Mundial. Luego, después de la guerra, la caída de la demanda de productos industrializados generó nuevamente una gran recesión en la industria de manufactura de Nuevo Brunswick, para recuperarse de nuevo a partir de 1924.
Nuevo Brunswick sufrió con la Gran Depresión de la década de 1930, pero significativamente menos que el resto de Canadá. Esto porque la caída de la demanda de papel —especialmente papel de periódico y productos de madera— no fue drástica, como ocurrió en otros sectores de la economía del país en general. La Gran Depresión terminó con el inicio de la Segunda Guerra Mundial. Dos familias influyentes, K. C. Irving y McCain Foods, emergieron de la depresión, para iniciar la modernización de la economía de la provincia. La industria de manufactura ganó gran fuerza de nuevo.
Grandes depósitos de plomo, cobre, plata y zinc fueron descubiertos en la región de Bathurst-Newcastle en 1953. En 1957, se construyeron una serie de centrales hidroeléctricas en Nuevo Brunswick. En 1960, la mayor refinería de petróleo de Canadá hasta entonces fue construida en la provincia. En 1962, se inició un proyecto de desarrollo de las áreas donde fueron descubiertos grandes depósitos. El mismo año, se inició la extracción de estos recursos minerales. En 1968, se inauguró la central hidroeléctrica Matmaquac, para suministrar electricidad a las compañías que operaban en las minas de Bathurst-Newcastle.
Los acadianos, que habían habitado las regiones norte y este de la provincia, vivían relativamente aislados del resto de la provincia, donde la mayor parte de los habitantes hablaban inglés. Los servicios gubernamentales con frecuencia no estaban disponibles en francés, y las infraestructuras en áreas predominantemente francófonas estaban significativamente menos evolucionadas que en el resto de la provincia. Esto cambió con la elección como premier de Louis Robichaud en 1960. Creó un ambicioso programa, llamado Equal Opportunity (Igualdad de Oportunidades), donde la educación, el mantenimiento de carreteras rurales y los servicios de salud pasarían a ser administrados directamente por la provincia. Insistió en la cobertura igualitaria de estos servicios en todas las partes de la provincia —tanto en las ciudades cuanto en el campo. Los consejos administrativos de los condados de Nuevo Brunswick fueron abolidos, y todas las áreas rurales fuera de ciudades y villas pasaron a ser directamente administrados por la provincia. En 1969, Nuevo Brunswick aprobó la Ley de Idiomas Oficiales, que hizo del francés un idioma oficial de la provincia, juntamente con el inglés, que ya era idioma oficial de Nuevo Brunswick. En esta ley, todas las ciudades de Nuevo Brunswick estarían obligadas a suministrar servicios y carteles en francés, en el caso de que los francófonos constituyeran al menos el 10% de la población de la ciudad.
Tensiones idiomáticas entre anglófonos y francófonos crecieron en ambos lados, con el militante Partido Acadiano teniendo por un corto período popularidad entre los francófonos de Nuevo Brunswick, durante la década de 1970, y grupos anglófonos presionando por la abolición de las reformas idiomáticas realizadas por Robichaud, durante la década de 1980. Las tensiones a causa del idioma, sin embargo, decayeron gradualmente con el pasar del tiempo, y habían desaparecido por completo durante el inicio de la década de 1990.
Mientras tanto la industria de fabricación de navíos se desarrolló considerablemente durante a década de 1970. Diversas fábricas fueron inauguradas en Saint John. En 1982, se puso en marcha la primera central nuclear en las Provincias Marítimas. En 1997, se inauguró el Puente de la Confederación, que conecta Nuevo Brunswick con la provincia vecina de la Isla del Príncipe Eduardo.

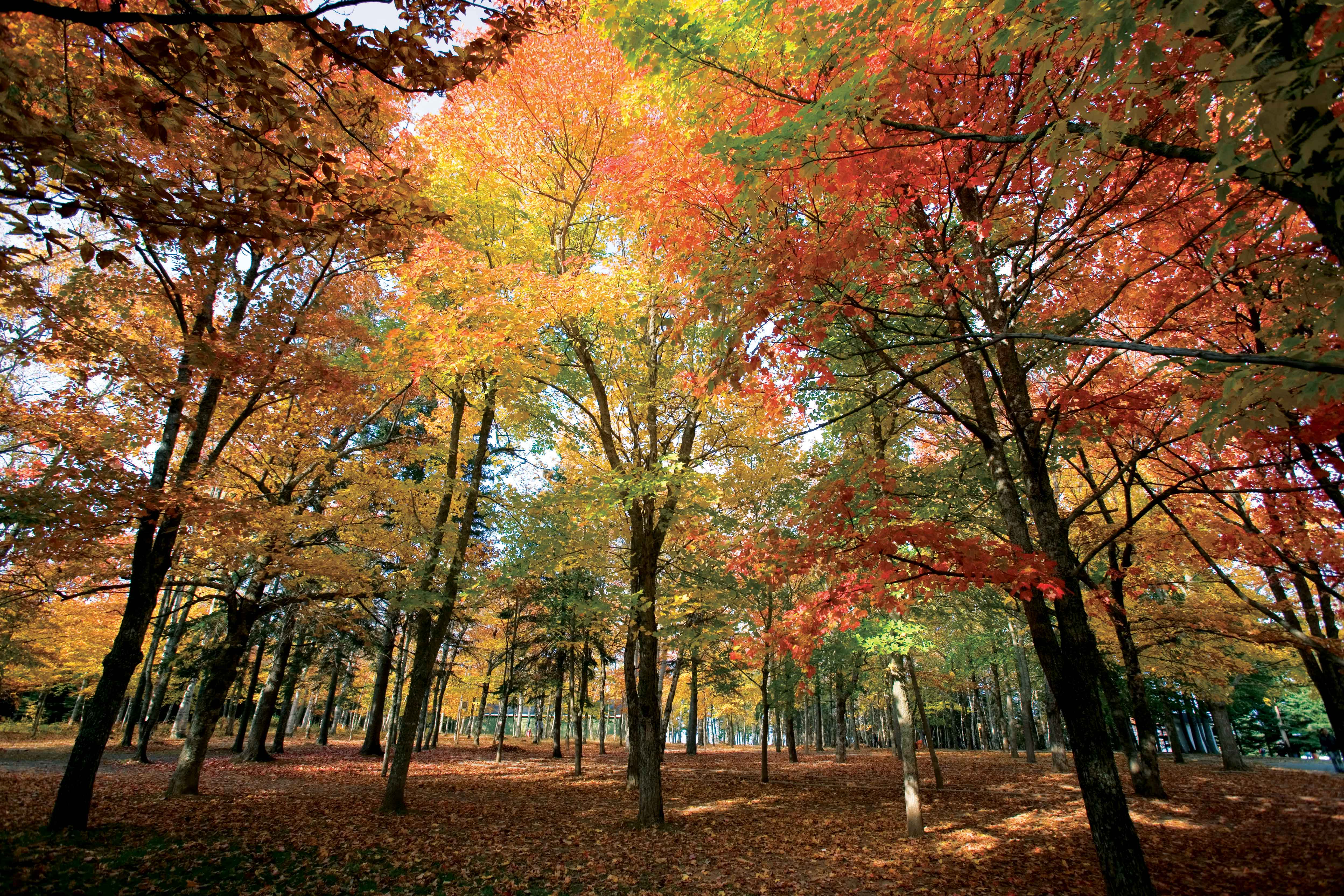
Paisaje de Otoño de Grande-Anse Nuevo Brunswick

## Geografía
Nuevo Brunswick limita al norte con Quebec y el golfo de San Lorenzo (que separa Nuevo Brunswick de la Isla del Príncipe Eduardo), al este con Nueva Escocia y con la bahía de Fundy, y al sur y al oeste con el estado estadounidense de Maine.
El litoral de Nuevo Brunswick posee 2269 kilómetros de extensión. El litoral de la provincia está cortado por grandes bahías y entrantes. La mayor de estas bahías es la de Fundy. Esta bahía posee las mayores variaciones de marea del mundo, de más de diez metros. El principal río de Nuevo Brunswick es el río Saint John, que posee 674 kilómetros de longitud en la provincia. Otro río importante es el río Sainte-Croix, que forma la frontera de Nuevo Brunswick con Maine. La cascada más alta de Nuevo Brunswick —que posee una caída libre de 23 metros— se localiza próxima a Grand Falls. Los bosques cubren cerca del 85 % de la provincia.

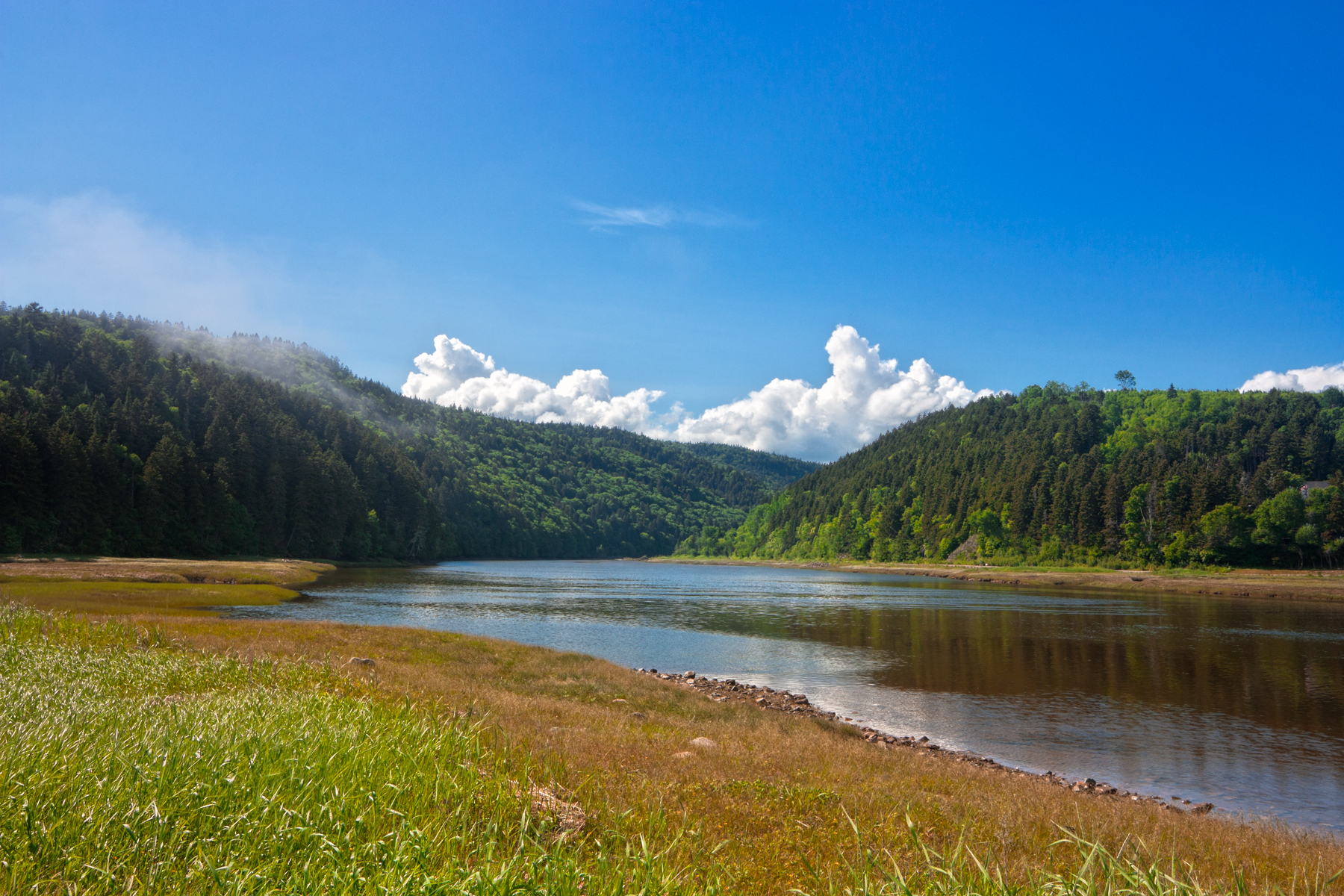
Parque nacional Fundy

Nuevo Brunswick puede ser dividido en dos regiones geográficas distintas:
- la Región de los Apalaches ocupa las regiones oeste, norte y sur de Nuevo Brunswick. Es una región muy accidentada, con muchas sierras y valles profundos. Las montañas de las sierras localizadas en el norte de esta región frecuentemente poseen más de 600 metros de altitud. El punto más alto de la provincia, Monte Carleton, con sus 820 metros de altitud, está localizado en esta región. Los picos de las sierras localizadas a lo largo del litoral, por su parte, raramente superan los 300 metros de altitud. Los bosques cubren la mayor parte de la región de los Apalaches.

- las Llanuras Costeras cubren la región céntrica y el nordeste de Nuevo Brunswick. Se caracteriza por su terreno poco accidentado y de baja altitud —no más de 150 metros sobre el nivel del mar. La mayor parte de las granjas de la provincia están localizadas en esta región, aunque los bosques también ocupan buena parte de la región.El Invierno en Nuevo Brunswick

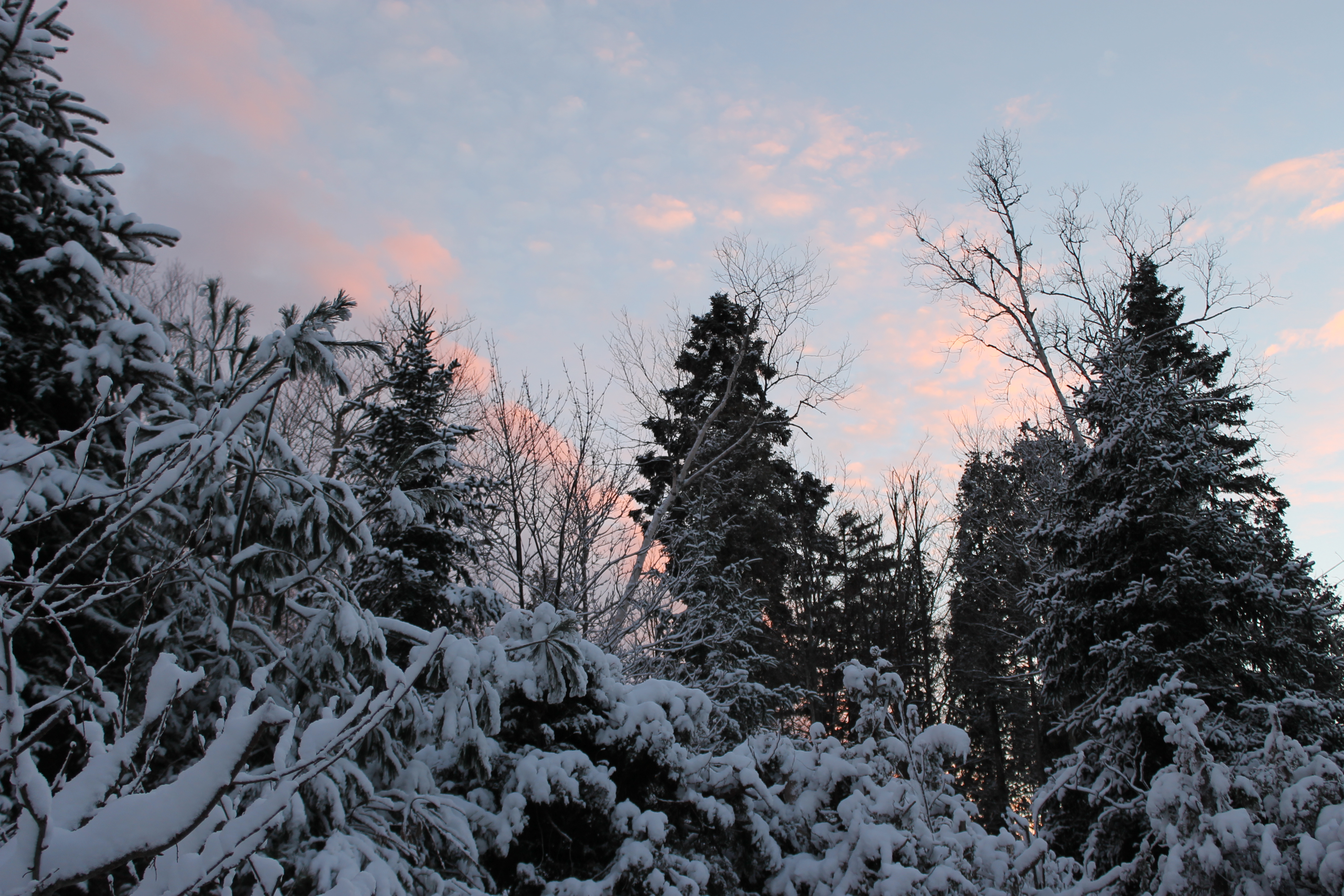
El Invierno en Nuevo Brunswick

### Clima
Nuevo Brunswick posee un clima templado. Las regiones localizadas a lo largo del litoral poseen temperaturas más amenas y un clima más inestable que el del interior de la provincia. Durante el invierno, las temperaturas de Nuevo Brunswick en general aumentan a medida en que se viaja en dirección al sur. En el verano, las mayores temperaturas medias se dan en la región centro-oeste de la provincia.
En invierno, el sur de Nuevo Brunswick posee una temperatura media de -8 °C, con una media de las mínimas de -14 °C, y una media de las máximas de -3 °C. El interior del norte de la provincia posee una temperatura media de -13 °C. La media de las mínimas es de -18 °C, y la media las máximas, de -7 °C. El litoral del nordeste de la provincia posee temperaturas intermedias. La temperatura más baja registrada en Nuevo Brunswick fue de -47 °C, registrada en Sisson Dam el 1 de febrero de 1955.

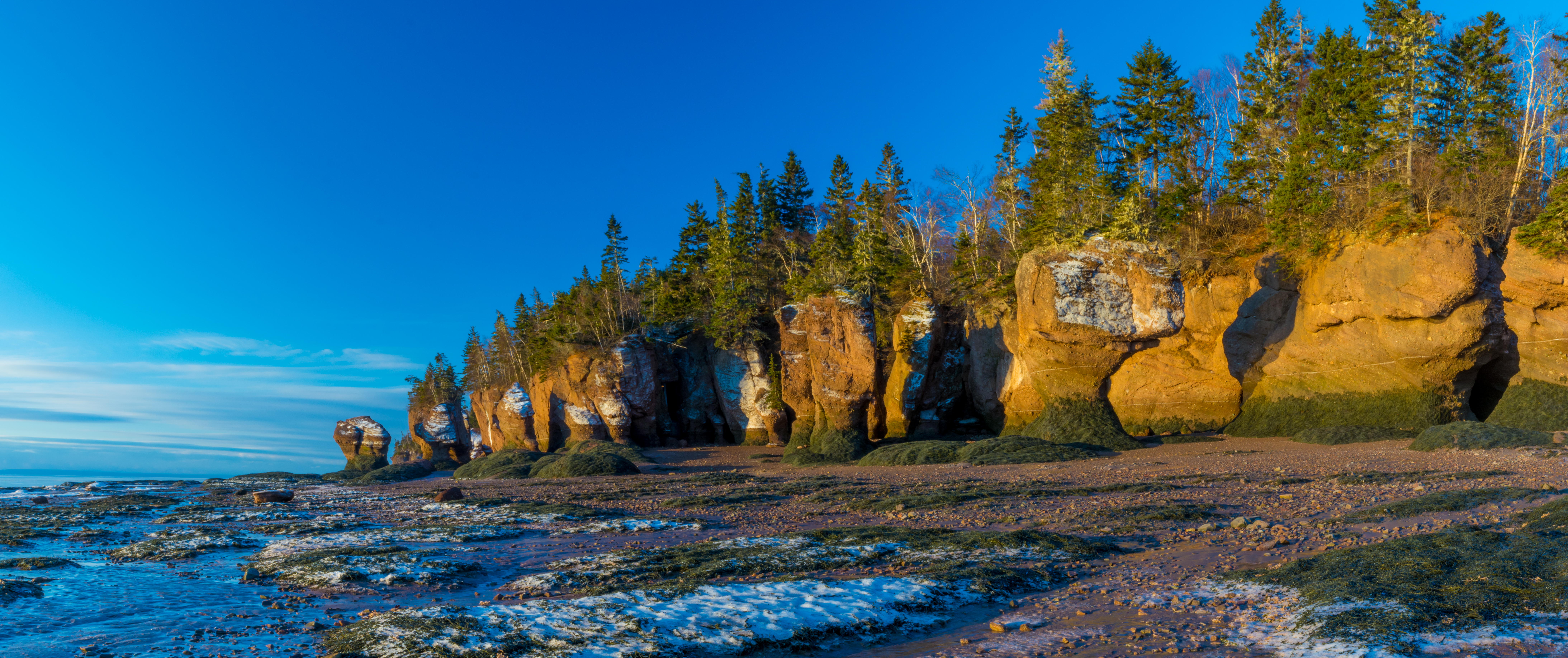
Parque provincial de las Rocas de Hopewell

En verano, la región centro-oeste de Nuevo Brunswick posee una temperatura media de 20 °C. La media de las mínimas es de 13 °C, y la media de las máximas, de 26 °C. El interior del norte de la provincia posee una temperatura media de 16 °C, con la media de las mínimas de 10 °C, y la media de las máximas, de 25 °C. La temperatura más alta registrada en Nuevo Brunswick fue de 39 °C, registrada el 18 de agosto de 1935, en Nepisiguilt Falls y Woodstock, y el 19 de agosto de 1935, en Rexton.
Las tasas de precipitación media anual de lluvia de Nuevo Brunswick es de 108 centímetros, aumentando a medida en que se viaja en dirección al sur. El sur registra una media de 110 centímetros de precipitación anual, y la mayor parte de la región centro-norte, menos de 90 centímetros anuales. La tasa de precipitación media anual de nieve de Nuevo Brunswick es de 314 centímetros.

### Fauna
La población de ciervos en la provincia ha disminuido en un 70% desde 1985. El uso masivo de glifosato puede haber contribuido a ello.

### Topografía

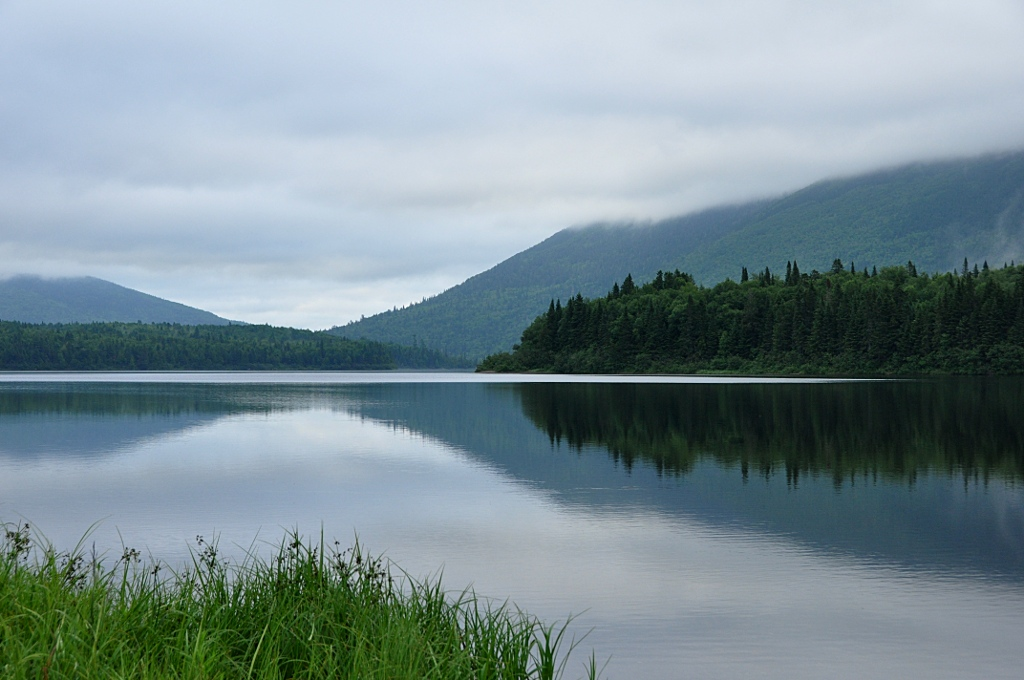
Vista de los montes Apalaches desde el Parque Provincial del Monte Carleton

Nueva Brunswick se encuentra en su totalidad dentro de la cordillera de los Apalaches. Los ríos de Nueva Brunswick desembocan en el golfo de San Lorenzo, al este, o en la bahía de Fundy, al sur. Estas cuencas hidrográficas incluyen tierras de Quebec y Maine. El punto más alto de Nueva Brunswick es el monte Carleton, de 817 m.
Nueva Brunswick y el resto de la Península Marítima estuvieron cubiertos por gruesas capas de hielo durante el último periodo glaciar (la glaciación Wisconsiniana). Cortó valles en forma de U en los valles de los ríos Saint John y Nepisiguit y empujó rocas de granito de las tierras altas de Miramichi hacia el sur y el este, dejándolas como erráticas cuando el hielo retrocedió al final de la glaciación de Wisconsin, junto con depósitos como los eskers entre Woodstock y St George, que hoy son fuentes de arena y grava.

### Geología

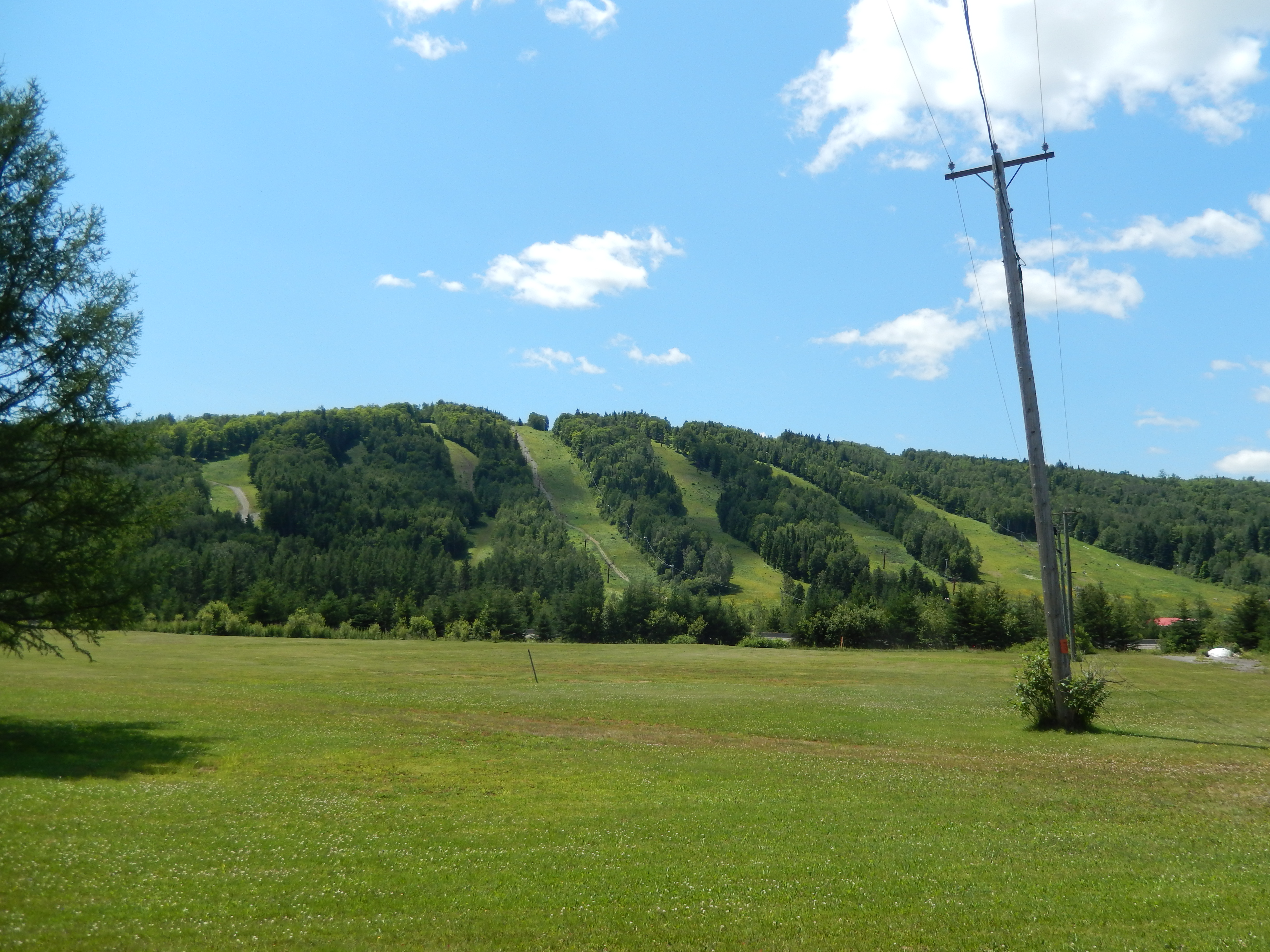
Monte Farlagne

Los tipos de lecho rocoso oscilan entre 1.000 y 200 millones de años. Gran parte del lecho rocoso del oeste y el norte procede de depósitos oceánicos del Ordovícico que fueron objeto de plegamientos e intrusiones ígneas y que acabaron cubiertos de lava durante el Paleozoico, alcanzando su máximo durante la orogenia acadia.
Durante el periodo Carbonífero, hace unos 340 millones de años, Nueva Brunswick se encontraba en la cuenca de las Maritimes, una cuenca sedimentaria cercana al ecuador. Los sedimentos, traídos por los ríos desde las tierras altas circundantes, se acumularon allí; tras comprimirse, produjeron los esquistos bituminosos Albert del sur de Nuevo Brunswick. Con el tiempo, el agua marina del Océano Panthalásico invadió la cuenca, formando el Mar de Windsor. Una vez que éste retrocedió, se acumularon conglomerados, areniscas y pizarras. El color herrumbroso de éstos se debía a la oxidación del hierro en los lechos entre los periodos húmedos y secos. Estas rocas del Carbonífero tardío formaron las rocas de Hopewell, moldeadas por la extrema amplitud de las mareas de la bahía de Fundy.
A principios del Triásico, al desplazarse hacia el norte, Pangea se separó y formó el valle que constituye la bahía de Fundy. El magma se introdujo por las grietas, formando columnas de basalto en Grand Manan.

### Hidrografía
Ningún lugar se encuentra a más de 180 kilómetros del mar. Las costas tienen una longitud de 2269 kilómetros. La gran cantidad de cursos de agua ha determinado la ubicación de la mayoría de las localidades, además de permitir un desarrollo económico temprano. Hay numerosos lagos en el sur, el principal de los cuales es el Gran Lago, con sus 30 km de longitud.
El río Saint John es el principal curso de agua, tanto desde el punto de vista geográfico como histórico y económico. Con una longitud de 673 km, nace en el estado estadounidense de Maine y atraviesa la provincia de noroeste a sur, antes de desembocar en la bahía de Fundy, en Saint John. Su cuenca hidrográfica mide 55 400 km², de los cuales 34 400 km² se encuentran en Nuevo Brunswick, y su caudal en la desembocadura es de 1100 m³/s. De hecho, el río forma la mayor parte de la frontera con el estado estadounidense de Maine. En Nuevo Brunswick, sus principales afluentes son, de arriba abajo, el río Madawaska, el río Aroostook, el río Tobique y el río Kennebecasis. Los otros cinco cursos de agua más importantes son el río Ristigouche, el río Népisiguit, el río Miramichi, el río Petitcodiac y el río Sainte-Croix.

## Política y Gobierno

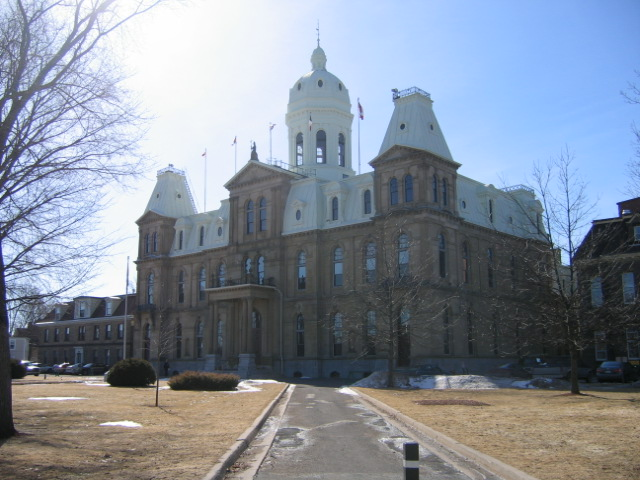
El Edificio Legislativo de Nuevo Brunswick, sede del gobierno provincial desde 1882.

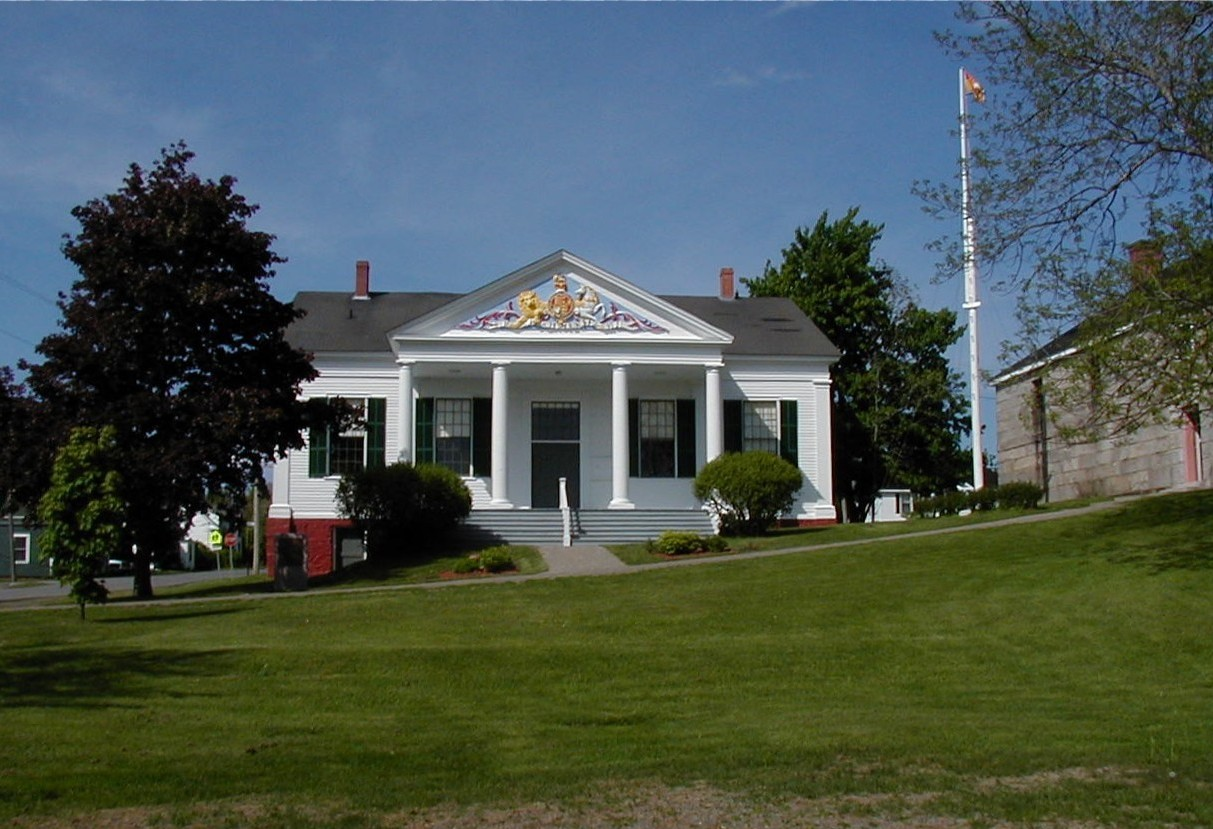
Tribunal del Condado de Charlotte

El teniente gobernador representa al Rey Carlos III como jefe de Estado de Nuevo Brunswick. El jefe del gobierno, y, en la práctica, mayor oficial del Poder Ejecutivo de la provincia, es el Premier o primer ministro en español, la persona que lidera el partido político con más escaños en la Asamblea Legislativa de la provincia. El premier de Nuevo Brunswick preside un Consejo Ejecutivo, que es el Gabinete de la provincia. El gabinete está formado por cerca de 25 ministros diferentes, que administran los distintos departamentos (economía, educación, etc). Tanto el primer ministro como los miembros del gabinete renuncian si pierden el soporte de la mayoría de los miembros del poder legislativo de Nuevo Brunswick.
El Poder Legislativo de Nuevo Brunswick es la Asamblea Legislativa, que está compuesta por 55 miembros. Nuevo Brunswick está dividido en 55 distritos electorales diferentes. La población de cada uno de estos distritos escoge un miembro que actuará como representante del distrito en la Asamblea, para mandatos de hasta cinco años de duración. Si el teniente gobernador disuelve la Asamblea antes de estos cinco años, a petición del primer ministro, todos necesitan presentarse a las elecciones de nuevo. No hay límite en el número de mandatos que una persona pueda ejercer.
La mayor corte del Poder Judicial de Nuevo Brunswick es la Court of Appeal of New Brunswick. Está compuesta por un juez-jefe y otros 12 cinco jueces. La Court of Queens's Bench es la segunda mayor corte de la provincia, y está compuesta por 61 jueces. La Corte Provincial de Nuevo Brunswick es la tercera corte en importancia de la provincia, y está compuesta por 109 jueces. Todos los jueces de la Court of Appeal y de la Court of Queen's Bench son escogidos por el primer ministro de Nuevo Brunswick y aprobados simbólicamente por el teniente gobernador. Los jueces continúan ejerciendo sus cargos hasta los 75 años de edad, aunque pueden jubilarse con 65 años de edad.
El gobierno de Nuevo Brunswick es el responsable de la prestación de los servicios de educación y de salud, y del mantenimiento de carreteras en general. Desde 1882 su sede es el Edificio Legislativo de Nuevo Brunswick. Todas las ciudades y villas de la provincia son administradas por un alcalde y por un consejo, que son elegidos para mandatos de hasta tres años de duración. Los impuestos son responsables de cerca de la mitad de la composición del presupuesto del gobierno de Nuevo Brunswick. El resto proviene de presupuestos recibidos del gobierno federal y de préstamos.
Políticamente, Nuevo Brunswick ha estado dominado alternativamente por los liberales y por los Conservadores progresistas. Desde el 21 de octubre de 2024, el partido liberal es el partido más grande en la Asamblea, con 31 de los 49 escaños y con Susan Holt como primera ministra, la primera mujer en este puesto. El partido conservador progresista tiene 16 escaños y el partido verde tiene 2.

### Constitución
Dado que Canadá es una federación, la Constitución canadiense consiste en el conjunto de derechos fundamentales y normas que definen los principios políticos, las instituciones, los poderes y las responsabilidades del Gobierno federal y de las provincias. La Constitución canadiense se compone principalmente de la Ley Constitucional de 1867, la Ley Constitucional de 1982 y su anexo, que incluye una treintena de leyes y decretos.
La Constitución de Nuevo Brunswick se compone a su vez de las disposiciones de la Constitución canadiense que se refieren a las provincias canadienses en general y a Nuevo Brunswick en particular, de las leyes orgánicas provinciales relativas a la distribución de poderes de la provincia y a los derechos de las personas, de la mayoría de las convenciones constitucionales que afectan a las relaciones entre la Corona de Canadá, el Ejecutivo y el Parlamento, las normas del derecho consuetudinario sobre la prerrogativa real ejercida por el vicegobernador de Nuevo Brunswick, así como la jurisprudencia de los tribunales de Nuevo Brunswick y Canadá.
La Constitución de Canadá puede modificarse normalmente mediante el voto favorable del Senado, la Cámara de los Comunes y al menos dos tercios de las legislaturas provinciales que representen al menos la mitad de la población canadiense, todo ello con el acuerdo del gobernador general. Sin embargo, una disposición de la Constitución canadiense que se refiere únicamente a Nuevo Brunswick (hay varios artículos relativos a Nuevo Brunswick, los derechos lingüísticos en la provincia y la igualdad de las comunidades de lenguas oficiales, como se describe más adelante) puede ser modificada por un voto favorable de la Cámara de los Comunes de Canadá, la Asamblea Legislativa de Nuevo Brunswick y con el acuerdo del Senado y el gobernador general de Canadá. Además, solo la Asamblea Legislativa puede modificar la Constitución de Nuevo Brunswick. De hecho, todos los intentos de modificación desde 1982 han fracasado y solo se han aprobado diez enmiendas menores, de las cuales solo una afecta a la provincia.

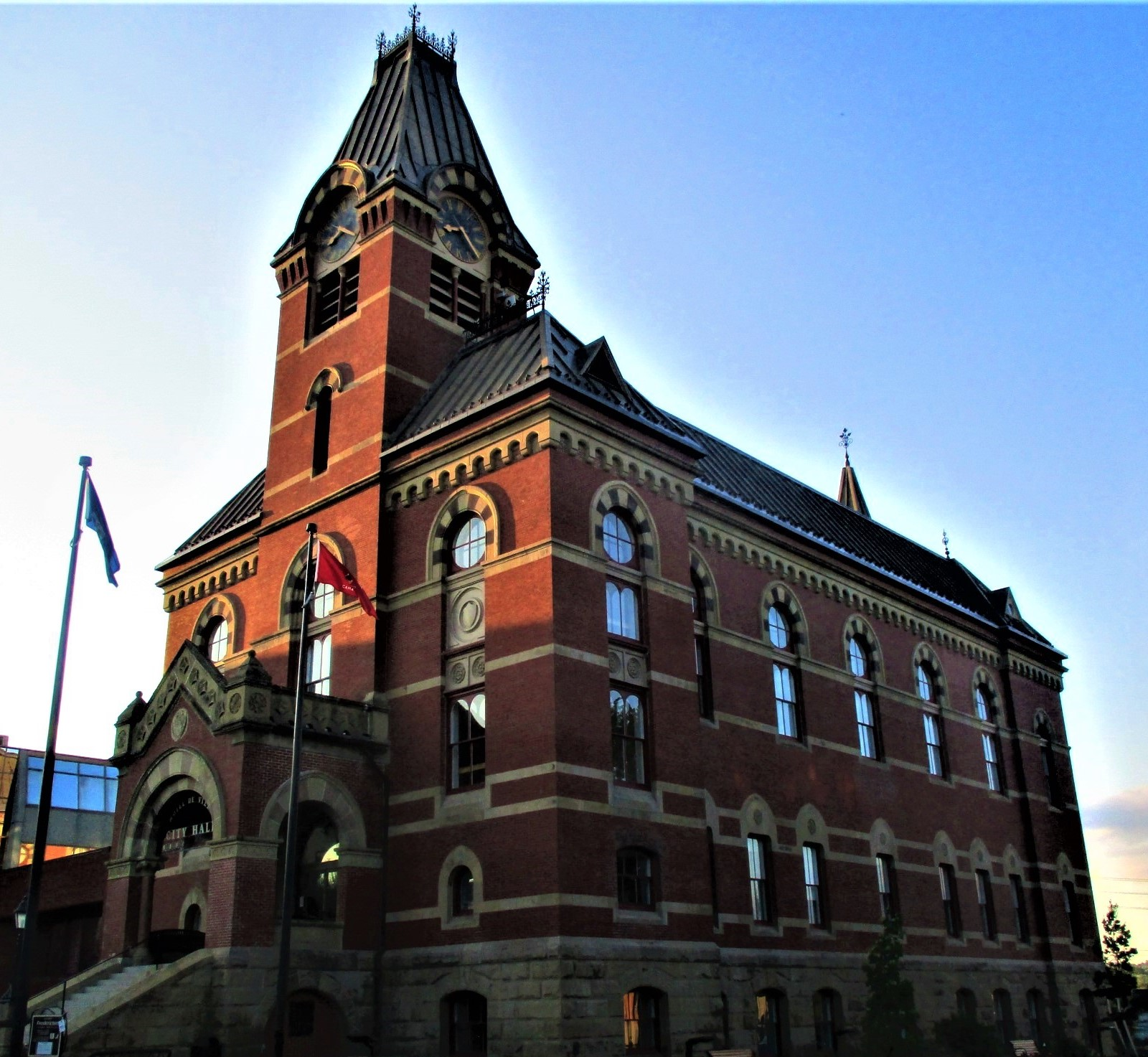
Ayuntamiento o Alcaldía de Fredericton

En virtud de la Constitución, el Parlamento de Canadá tiene la facultad de legislar sobre una serie de competencias exclusivas, entre las que se incluyen la defensa, las comunicaciones y la propiedad intelectual. Las competencias exclusivas de Nuevo Brunswick incluyen la educación y la salud. Otras competencias son compartidas, como la agricultura, el transporte y la inmigración.

### Partidos Políticos
Hay dos partidos políticos dominantes en Nuevo Brunswick: el Partido Liberal y el Partido Conservador Progresista. El Nuevo Partido Democrático ya ha obtenido escaños en el Parlamento, pero nunca la mayoría. De vez en cuando, otros partidos como el Partido de la Confederación de las Regiones de Canadá, el Partido Verde de Nuevo Brunswick y la Alianza del Pueblo de Nuevo Brunswick han obtenido escaños en el Parlamento, pero a menudo se trata de votos de protesta. Por lo tanto, Nuevo Brunswick está gobernado esencialmente por los mismos dos partidos.
Tras las elecciones generales de Nuevo Brunswick de 2018, hay cuatro partidos representados en la legislatura: Liberal, Conservador Progresista, Partido Verde y Alianza del Pueblo. El anterior gobierno liberal intentó formar un gobierno en minoría, con 21 diputados, mientras que el Partido Progresista Conservador tenía 22 diputados. Sin embargo, los liberales perdieron una moción de confianza en la legislatura y, a continuación, se invitó al líder progresista conservador, Blaine Higgs, a formar gobierno.
La dinámica política de Nuevo Brunswick es diferente a la de otras provincias de Canadá. El hecho de que no haya una ciudad dominante en la provincia significa que el gobierno debe ocuparse de asuntos que afectan a todas las regiones de la provincia. Además, la presencia de una amplia minoría francófona hace que sea necesario alcanzar un consenso político, incluso cuando hay una mayoría en el gobierno. De este modo, la política provincial en Nuevo Brunswick tiende a alinearse con la situación de la escena federal de forma más concreta que en otras provincias.
Durante los últimos cincuenta años, ha habido una tendencia en la provincia a elegir líderes jóvenes y otorgarles mandatos largos con una amplia mayoría. Todos los líderes recientes eran bilingües. Esta combinación de atributos tiende a hacer que los primeros ministros de Nuevo Brunswick sean importantes en la escena federal. El ex primer ministro Bernard Lord (progresista-conservador) fue considerado además como un posible sucesor al liderazgo del Partido Conservador de Canadá si el primer ministro Stephen Harper se retiraba de la política. El ex primer ministro liberal Frank McKenna fue un presunto candidato a la sucesión de Paul Martin, pero decidió no presentarse.

### Política federal
Nuevo Brunswick cuenta tradicionalmente con un ministro en el Gabinete y diez senadores en el Senado. Diez diputados representan actualmente a la provincia en la Cámara de los Comunes.
En 1982 se promulgó la Ley Constitucional de 1982 con varias garantías lingüísticas específicas para Nuevo Brunswick. El artículo 17, por ejemplo, especifica el derecho a utilizar el francés o el inglés en el Parlamento federal, seguido de un segundo párrafo que subraya el mismo derecho de elección lingüística en la legislatura de Nuevo Brunswick. 

En 1993, el gobierno provincial de Frank McKenna reclamó, como disposición adicional, una enmienda a la Constitución de Canadá que reconociera no solo los derechos individuales en Nuevo Brunswick (por ejemplo, el derecho de una persona a expresarse en la legislatura provincial en francés o en inglés), sino también la igualdad de las comunidades de lenguas oficiales (con sus propias instituciones sociales y culturales, como las comisiones escolares, etc.). La Cámara de los Comunes aprobó dicha resolución para modificar el artículo 16 con dos párrafos adicionales que afirmaban la igualdad de derechos de las comunidades lingüísticas oficiales de Nuevo Brunswick y la obligación del gobierno provincial de protegerlos.

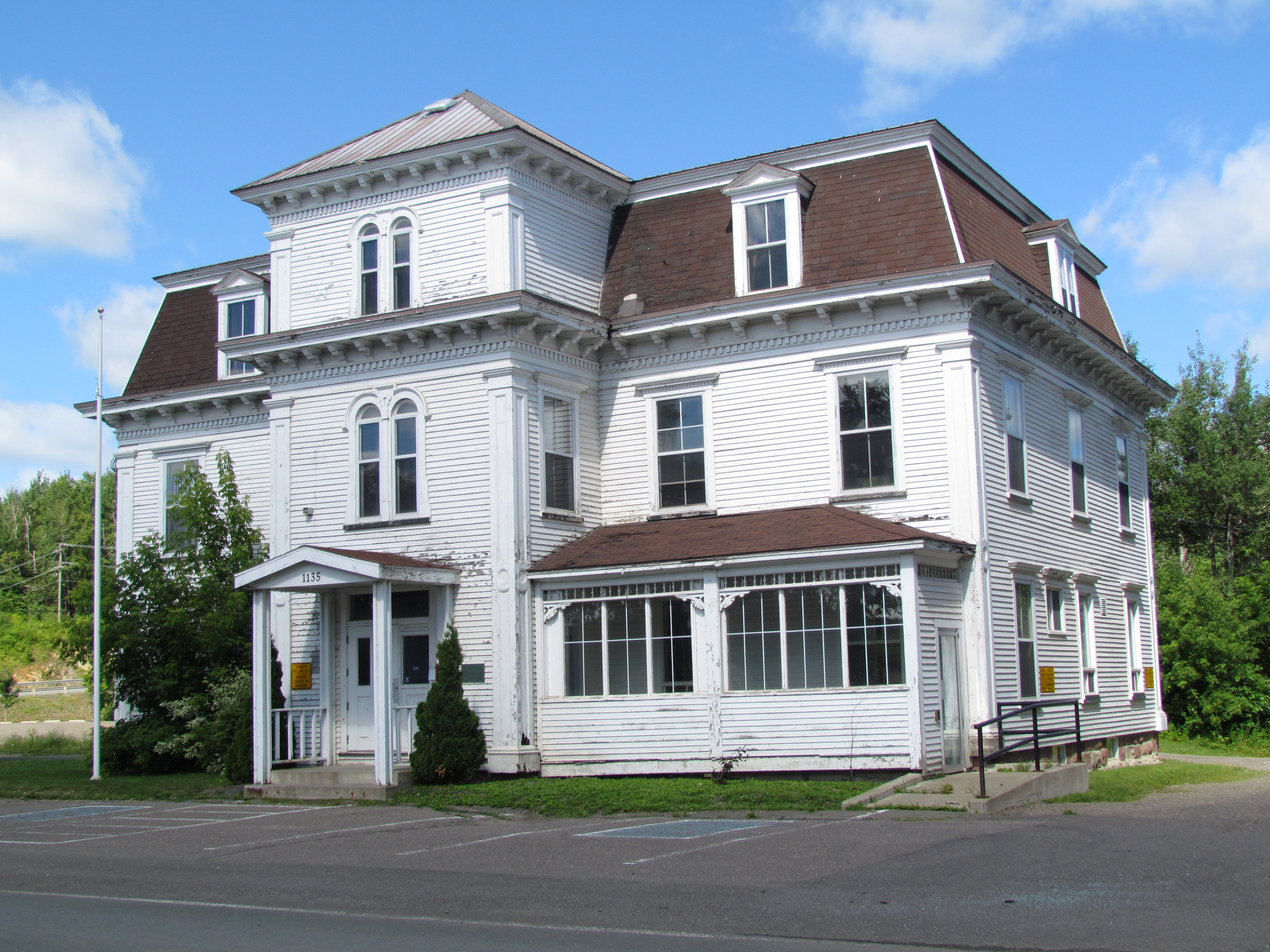
Palacio de Justicia del Condado de Victoria

Varias personalidades políticas originarias de la provincia han ocupado cargos de notable importancia, como Richard Bedford Bennett (1870-1947), que fue el undécimo primer ministro de Canadá, y Roméo LeBlanc (1927-2009), vigésimo quinto gobernador general de Canadá de 1995 a 1999, pero también W. A. C. Bennett (1900-1979), primer ministro de Columbia Británica, Andrew Bonar Law (1858-1923), primer ministro del Reino Unido, y John Peters Humphrey (1905-1995), uno de los principales redactores de la Declaración Universal de los Derechos Humanos.

### Justicia
El Tribunal Provincial de Nuevo Brunswick (en inglés: Provincial Court of New Brunswick) es el tribunal de primera instancia que juzga las infracciones del Código Penal u otras leyes federales o provinciales.
El Tribunal del Rey de Nuevo Brunswick (en inglés: Court of King's Bench of New Brunswick) conoce de todos los litigios en materia de derecho de familia, además de ser el tribunal de primera instancia en asuntos penales y civiles de gran envergadura. Por último, tiene competencia en los recursos de apelación de los procesos sumarios.
El Tribunal Sucesorio de Nuevo Brunswick (en inglés: Probate Court) tiene competencia sobre los testamentos y los bienes de las personas fallecidas. Está presidido por un juez del Tribunal del Rey, aunque es independiente de este. Además, el Tribunal Sucesorio ejerce las mismas facultades que el Tribunal del Banco del Rey en lo que respecta a la ejecución de sentencias, y puede dictar las mismas órdenes y medidas coercitivas.
El Tribunal de Apelación de Nuevo Brunswick (en inglés: Court of Appeal of New Brunswick) es el tribunal más alto y el tribunal de última instancia, salvo cuando es posible recurrir ante el Tribunal Supremo de Canadá. El tribunal suele reunirse en Fredericton. Cuenta con cinco jueces y un presidente, cargo que ocupó J. Ernest Drapeau hasta 2003 y, desde 2019, Marc Richard.

## Demografía
El censo de población canadiense de 2021 fijó la población de Nuevo Brunswick en 775 610 habitantes, un crecimiento del 3,8 % en relación con la población de la provincia en 2016, de 747 101 habitantes.
Las principales áreas urbanas de Nuevo Brunswick son la región metropolitana de Saint John (Saint John, Quispamsis y Rothesay) y la región metropolitana de Moncton (Moncton, Riverview y Dieppe). Las regiones metropolitanas de Saint John y Moncton poseen cada una entre cerca de 120 y 130 mil habitantes. La región metropolitana de Fredericton, la capital provincial, posee cerca de 85 mil habitantes.

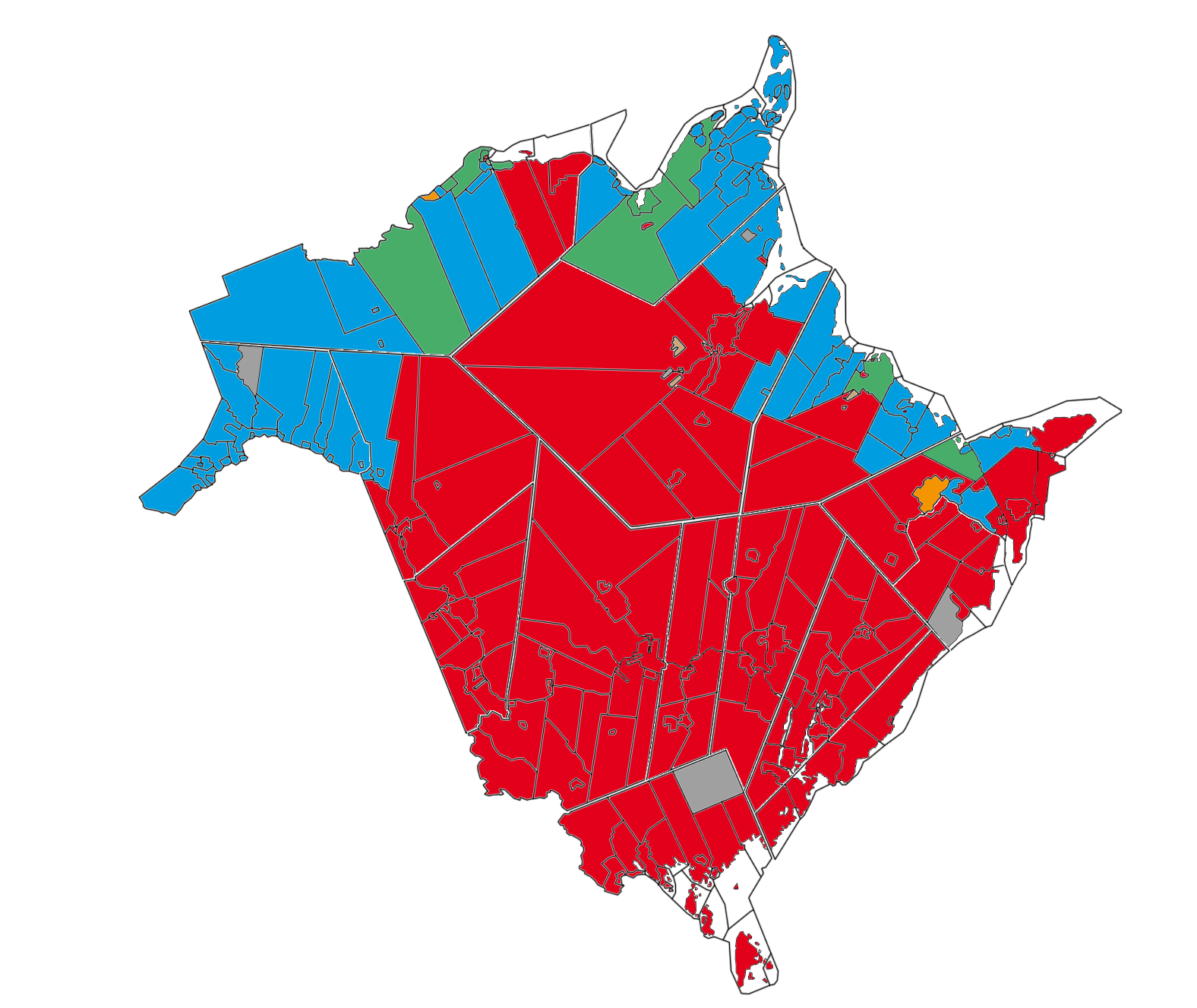
Rojo: mayoría anglófona, < 33 % de francófonos,
naranja: mayoría anglófona, > 33 % de francófonos
azul: mayoría francófona, < 33 % de anglófonos
verde: mayoría francófona, > 33% de anglófonos
marrón: mayoría alófona
gris: sin datos.

| Gráfica de evolución demográfica de Nuevo Brunswick entre 1871 y |
|                                                                  |

### Lenguas
La población de Nuevo Brunswick es mayoritariamente anglófona, pero hay una considerable población francófona, concentrada en el norte y este de la provincia. Los anglófonos suponen un 64,36 % de la población de Nuevo Brunswick, frente al 32,37 % de francófonos. A estos francófonos se les denomina generalmente "acadianos" —nombre proveniente de Acadia, el antiguo nombre de Nueva Escocia y Nuevo Brunswick, durante la época en que la región estaba controlada por los franceses.
Nuevo Brunswick es la única provincia oficialmente bilingüe de Canadá. Según la Constitución canadiense, tanto el inglés como el francés son los idiomas oficiales de New Brunswick, que es la única provincia oficialmente bilingüe. Todos los servicios públicos y gubernamentales están disponibles en inglés y en francés. Para la educación, los sistemas de idioma inglés y francés sirven a las dos comunidades lingüísticas en todos los niveles.
El francés acadiano es el principal dialecto del francés. El brayon, o francés del valle, es común en el noroeste de la provincia y en Maine[95]; se parece mucho al francés quebequés, pero está influenciado por el francés acadiano[96]. El chiac, hablado en los alrededores de Moncton, se describe a veces como un dialecto del francés fuertemente influenciado por el inglés, y otras como una lengua independiente. El inglés canadiense, o más concretamente el inglés de las Marítimas, es el principal dialecto del inglés.
El micmac es la tercera lengua materna más importante, con un 0,4 % de hablantes, seguido de las lenguas chinas con un 0,3 %, el alemán con un 0,3 %, el neerlandés con un 0,2 %, el español con un 0,2 %, el árabe con un 0,1 % y el coreano y el italiano con menos del 0,1 % respectivamente. El malecita-passamaquoddy ocupa el undécimo lugar, con un 0,07 % de hablantes, por delante del persa.
La distribución de las lenguas sigue generalmente la distribución de las etnias, ya que la mayoría de los canadienses ingleses son anglófonos, mientras que la mayoría de los acadianos son francófonos. Así, la región francófona ocupa todo el norte y el este, es decir, aguas arriba del río Saint-Jean, en la región de Saint-Quentin, así como a orillas de la bahía de Chaleurs y del golfo de San Lorenzo. La región anglófona se encuentra en el sur, el centro y el oeste, es decir, a orillas de la bahía de Fundy, aguas abajo del río Saint-Jean y en el valle del río Petitcodiac. Para simplificar, se puede decir que una línea diagonal que va del noroeste al sureste divide Nuevo Brunswick en dos «regiones lingüísticas». La situación se complica en las principales ciudades. Aunque se encuentran en una región mayoritariamente francófona, la población de Bathurst y Campbellton es casi un 50 % anglófona. El Gran Moncton se encuentra en el límite de las dos regiones lingüísticas. Moncton es un 35 % francófona, Dieppe es un 80 % francófona y Riverview es mayoritariamente anglófona. Además, hay enclaves, como la población anglófona de Miscou y la de Cowans Creek, cerca de Tracadie-Sheila.

La señalización vial es bilingüe en toda la provincia. Dieppe adoptó en 2009 la primera normativa que obliga a la señalización bilingüe. También se están llevando a cabo debates en otras ciudades como Moncton y Tracadie-Sheila.

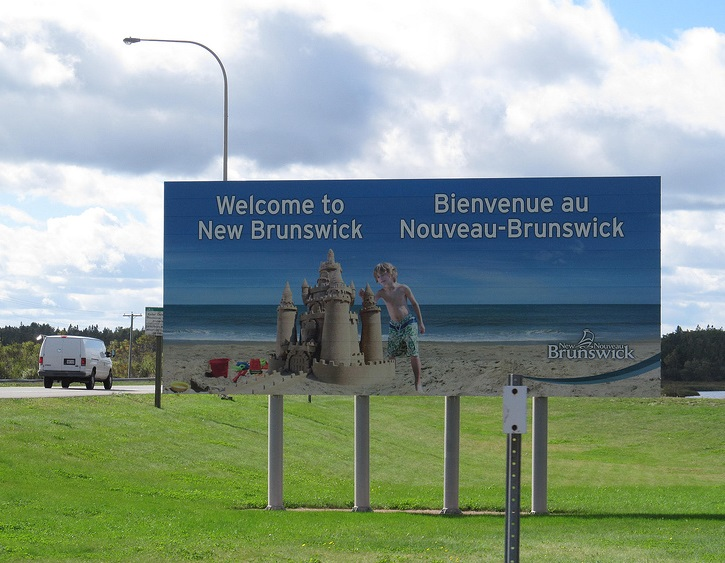
Nuevo Brunswick tiene dos lenguas oficiales: inglés y francés

Sin embargo, el peso de los francófonos disminuye constantemente a nivel provincial. Según el criterio de la lengua materna, su peso ha pasado del 35,9 % de la población de Nuevo Brunswick en 1951 al 32,4 % en 2016 (e incluso al 31,8 % según el criterio de la primera lengua oficial hablada, que también incluye a los alófonos que utilizan el francés como primera lengua). Según el experto Ilyes Zouari, especialista en el mundo francófono, los acadianos de Nuevo Brunswick deberían tener un índice sintético de fecundidad (ISF) de 2,7 hijos por mujer, es decir, aproximadamente el doble del nivel actual (uno de los más bajos del mundo), para poder mantener su peso a nivel provincial a largo plazo. Y ello porque hay que tener en cuenta una inmigración mayoritariamente anglófona (más del 80 %, ya que la inmigración está gestionada por un gobierno principalmente anglófono), la tasa de asimilación de los francófonos en cada generación (alrededor del 20 %, especialmente en el sureste) y la tasa de asimilación de los inmigrantes francófonos (que, sin embargo, se supone que refuerzan la población francófona de la provincia). Si no se alcanza este nivel de fecundidad, la creación de una provincia acadiana, que agrupe los territorios acadianos de Nuevo Brunswick, sería entonces inevitable, según este mismo experto
La Asociación de Derechos Anglófonos de Nuevo Brunswick (ARANB o Anglophone Rights Association of New Brunswick) tiene como objetivo representar los derechos e intereses de los anglófonos en Nuevo Brunswick. Quiere dar una voz colectiva y unificada a los anglófonos de la provincia y supervisar las leyes lingüísticas que les afectan. Sin embargo, algunos anglófonos consideran que la ARANB mantiene un discurso racista, contrario a la diversidad, y que no representa a los anglófonos.
La Société de l'Acadie du Nouveau-Brunswick (SANB) es una organización dedicada a la defensa y promoción de los derechos e intereses de las comunidades acadiana y francófona de la provincia. La Sociedad cuenta con unos 20 000 miembros. Aboga por el bilingüismo en los altos cargos.

### Razas y etnias
Composición racial de la población de Nuevo Brunswick:
- 96,4 % Blancos
- 2,3 % Nativos americanos
- 0,5 % Afrocanadienses
- 0,8 % Otras razas

### Religión

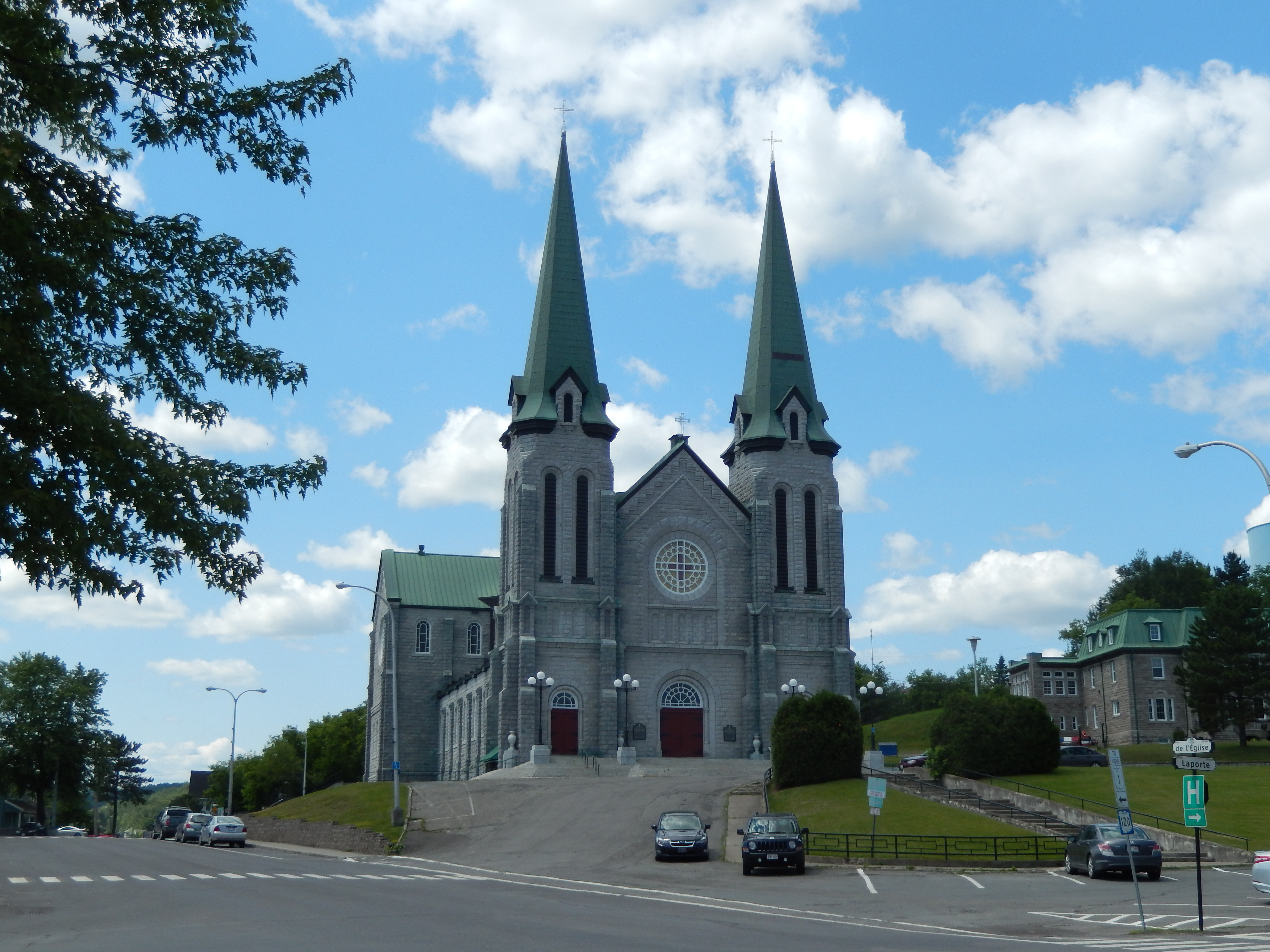
Catedral de la Inmaculada Concepción de Edmundston (Cathédrale de l'Immaculée-Conception d'Edmundston)

Porcentaje de población de Nuevo Brunswick por afiliación religiosa:
- Iglesia católica – 53,6 %
- Iglesia Bautista – 11,2 %
- Iglesia Unida de Canadá – 9,6 %
- Anglicanismo – 8,1 %
- No religiosos – 7,8 %

Nuevo Brunswick es una de las dos únicas provincias canadienses donde los católicos son mayoría en la provincia, junto con Quebec. Esto se debe a la gran población de origen francesa e irlandesa —que son en su mayoría católicos. Las tres mayores afiliaciones protestantes de Nuevo Brunswick son la Iglesia Unida de Canadá, la Iglesia Bautista y la Iglesia Anglicana.

### Educación

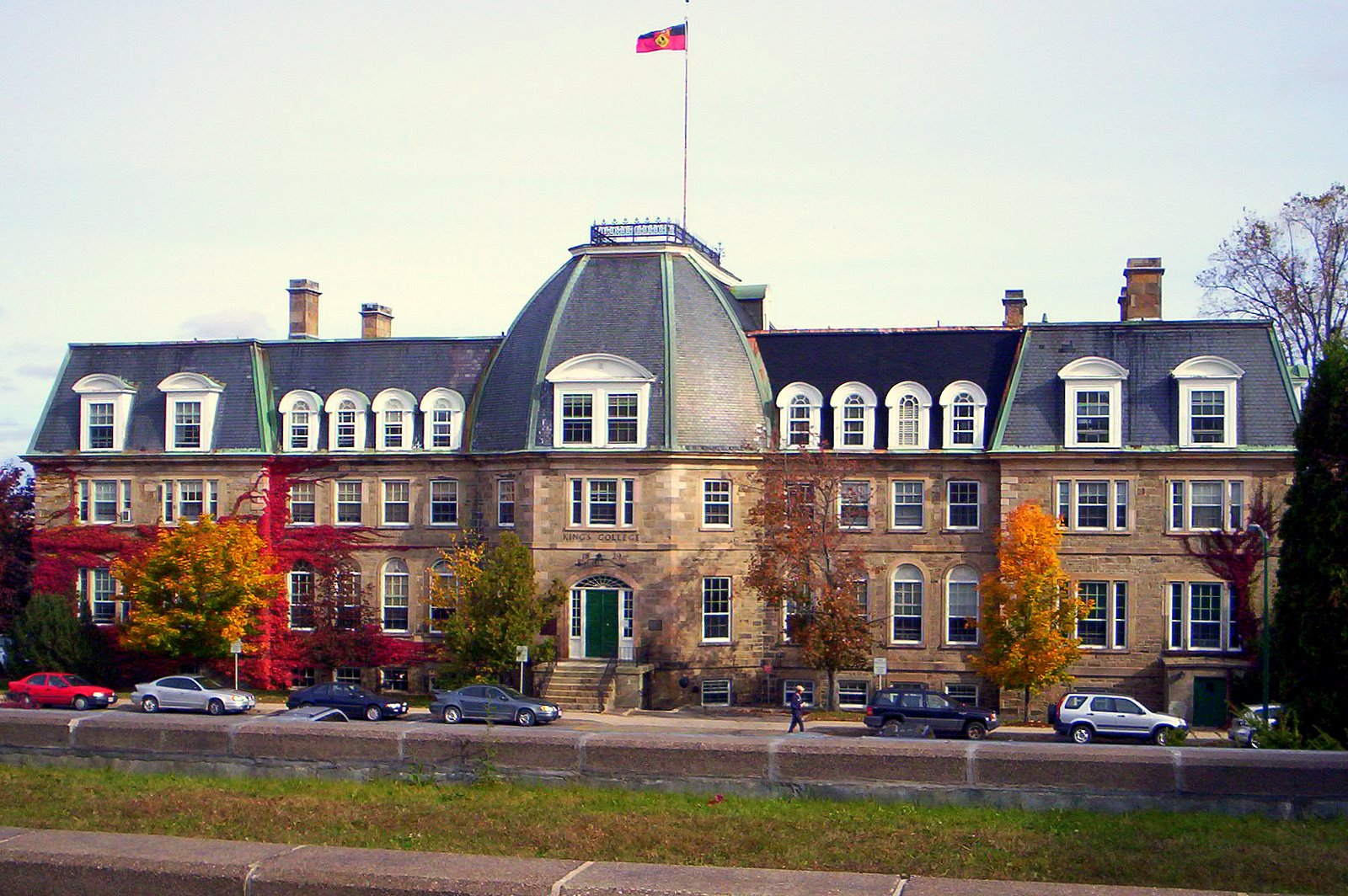
Salón Sir Howard Douglas de la Universidad de Nuevo Brunswick en Fredericton.

Durante el siglo XVIII, la educación se impartía en los hogares o en escuelas privadas. En 1816, Nuevo Brunswick creó un sistema de escuelas públicas, donde existiría al menos una escuela en cada condado de la entonces colonia británica. Sin embargo, presupuestos insuficientes por parte del gobierno de Nuevo Brunswick forzaron a muchas de estas escuelas a cobrar por la prestación de la educación. Fue en 1871 cuando la provincia implementó el sistema de distritos escolares, dando a estas divisiones administrativas el poder de cobrar impuestos con fines educativos. En 1967, Nuevo Brunswick pasó a aportar todos los presupuestos necesarios para su sistema escolar público. Los distritos escolares, sin embargo, no fueron extinguidos, perdiendo solamente su poder de cobrar impuestos.
Actualmente, es el Ministerio de Educación de Nuevo Brunswick el responsable de dictar reglas y patrones de las escuelas de la provincia. No existen ya los distritos escolares en Nuevo Brunswick y las escuelas son administradas directamente por la provincia. La atención escolar es obligatoria para todos los niños y adolescentes con más de siete años de edad, hasta la conclusión de la enseñanza secundaria o hasta los dieciocho años de edad.
Durante el curso 2004/2005, las escuelas públicas de la provincia atendieron a 117 205 estudiantes, empleando a 7509 profesores. El sistema de escuelas públicas de la provincia invirtió 1013,6 millones de dólares canadienses, y el gasto de las escuelas públicas por estudiante fue de 8653 dólares canadienses.
Nuevo Brunswick posee actualmente cinco sistemas de bibliotecas públicas. La biblioteca provincial, localizada en Fredericton, suministra parte de los presupuestos necesarios para el mantenimiento de estas bibliotecas públicas. La primera institución de enseñanza superior de Nuevo Brunswick, la Universidad de Nuevo Brunswick, en Fredericton, fue fundada en 1785.

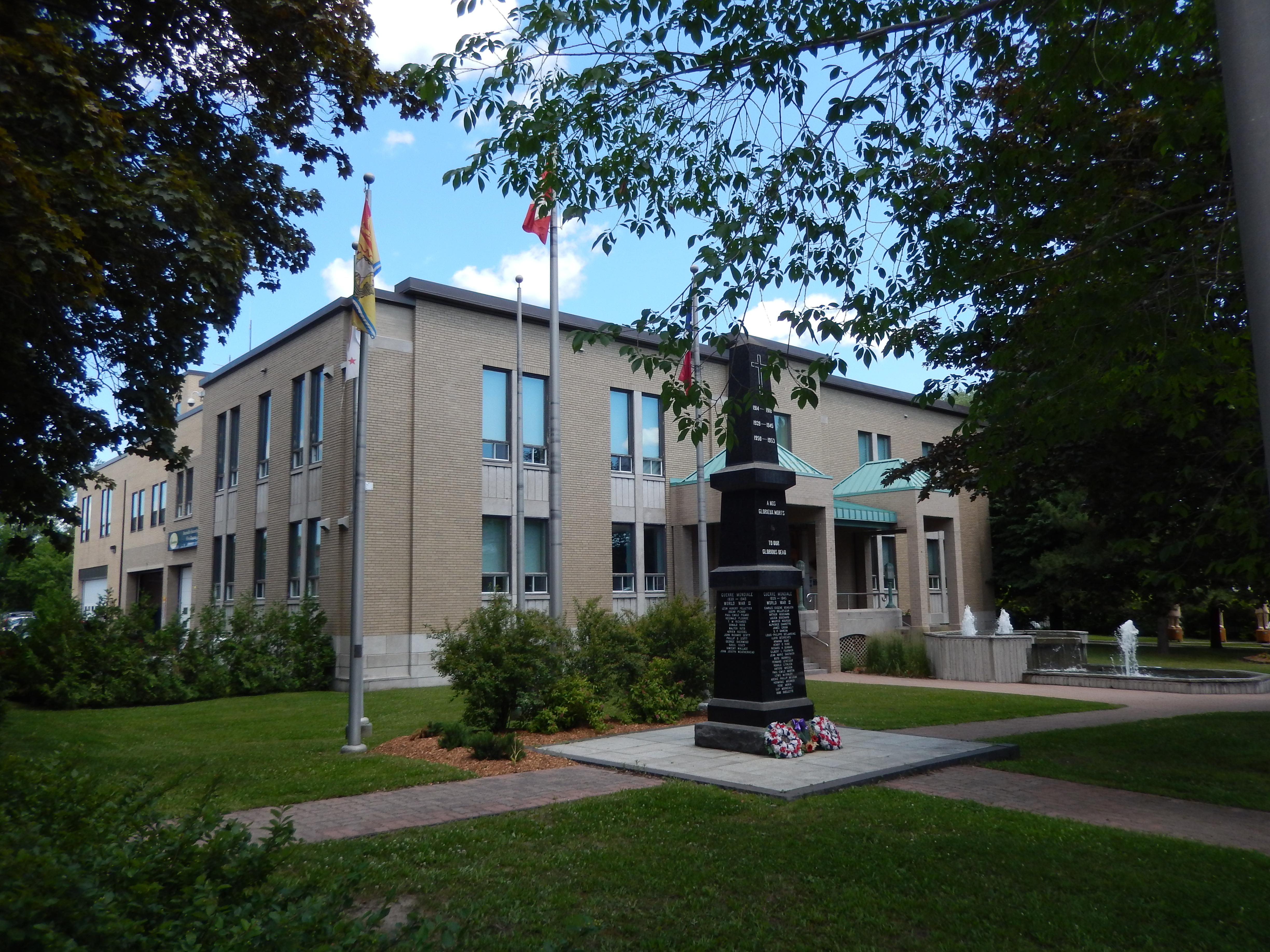
Ayuntamiento de Edmundston

## División administrativa
La provincia está compuesta por 15 condados. A continuación se los enlista alfabéticamente:
- Albert
- Carleton
- Charlotte
- Gloucester
- Kent
- Kings
- Madawaska
- Northumberland
- Queens
- Restigouche
- Saint John
- Sunbury
- Victoria
- Westmorland
- York

### Principales ciudades

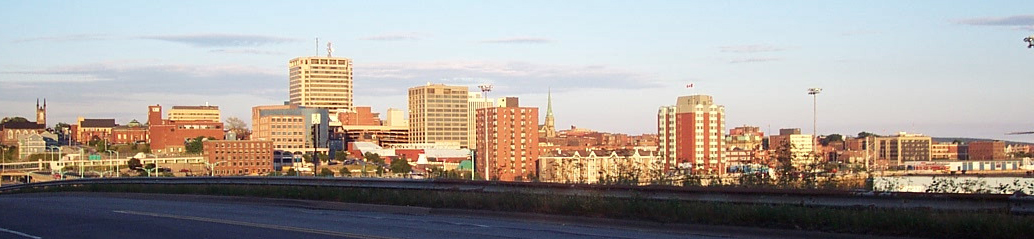
Saint John.

Hay ocho ciudades en Nuevo Brunswick.
| Municipio   | 2016   | 2011   | 2006   |
| ----------- | ------ | ------ | ------ |
| Moncton     | 71 889 | 69 074 | 64 128 |
| Saint John  | 67 575 | 70 063 | 68 043 |
| Fredericton | 58 220 | 56 224 | 50 535 |
| Dieppe      | 25 384 | 23 310 | 18 565 |
| Miramichi   | 17 537 | 17 811 | 18 129 |
| Edmundston  | 16 580 | 16 032 | 16 643 |
| Bathurst    | 11 897 | 12 275 | 12 714 |
| Campbellton | 6883   | 7385   | 7384   |

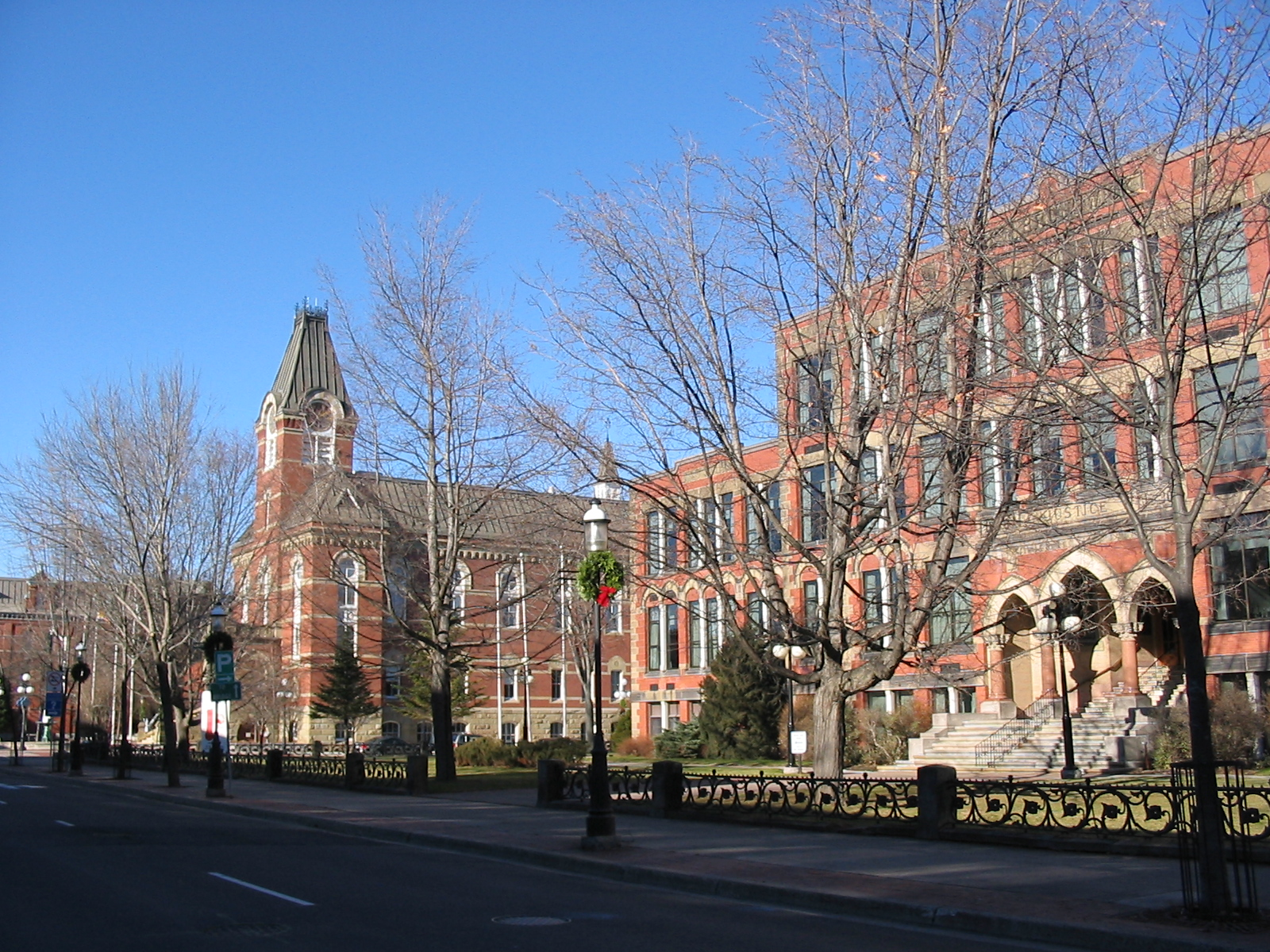
Fredericton.

Moncton es la mayor ciudad de Nuevo Brunswick, y su área urbana posee las mayores tasas de crecimiento de población de la provincia. Es principalmente un centro de transportes, distribución y comercial. Moncton posee una gran población francófona —cerca del 35% de la población de la ciudad. Está considerada por los acadianos, con carácter no oficial, como la capital de Acadia.
Saint John es la segunda ciudad más poblada de Nuevo Brunswick. Es una ciudad portuaria, con una fuerte industria de manufactura. Los principales productos industrializados procesados y producidos en la ciudad son madera, papel y petróleo. La mayor parte de las grandes fábricas de producción masiva de la ciudad son propiedad de la K. C. Irving. La familia Irving también controla buena parte de la economía de la provincia, así como tres de los cuatro periódicos anglófonos publicados en Nuevo Brunswick. Saint John no debe ser confundida con Saint John's, la capital de Terranova y Labrador.
Fredericton es la capital y la tercera ciudad más poblada. Es el principal centro universitario de la provincia, así como un gran centro cultural, sede de la Galería de Artes Beaverbrook, el Teatro de Nuevo Brunswick y el New Brunswick Sports Hall of Fame.

## Economía

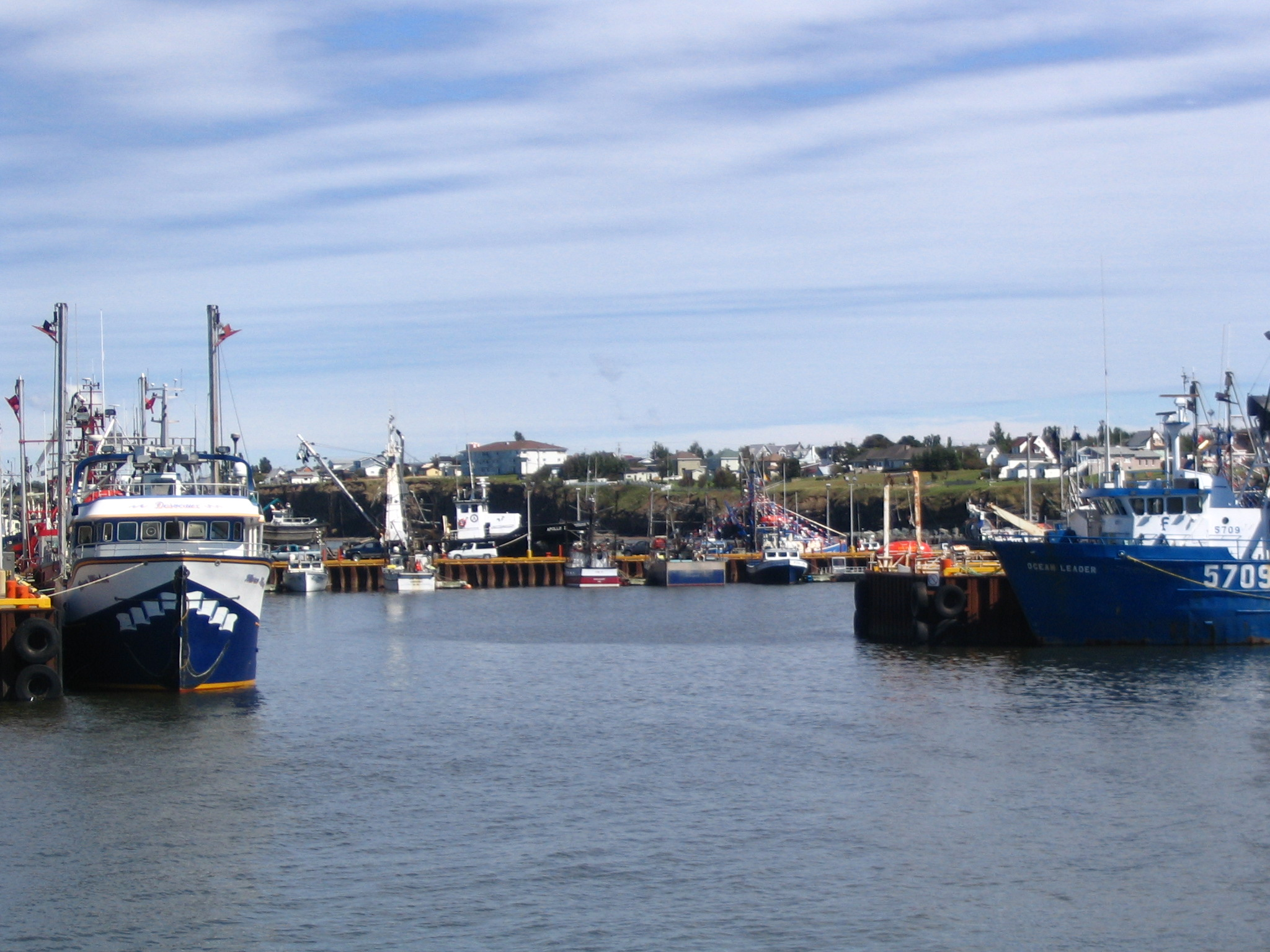
Puerto de Caraquet.

El producto interno bruto de Nuevo Brunswick es de cerca de 15,7 mil millones de dólares canadienses por año. La renta per cápita de la provincia es de 20 833 dólares canadienses.
El sector primario supone un 5 % del PIB de Nuevo Brunswick. La agricultura y la ganadería responden juntas por el 2 % del PIB de la provincia, y emplean aproximadamente a 6,1 mil personas. Nuevo Brunswick posee cerca de 3,4 mil granjas que cubren el 5% de la provincia. Los principales productos del sector primario en Nuevo Brunswick son las patatas, las flores ornamentales y la carne y la leche bovina. La silvicultura aporta un 2% del PIB de la provincia, empleando a cerca de 7 mil personas. La pesca supone cerca del 1 % del PIB, y emplea a cerca de 3 mil personas. El valor anual de la pesca capturada en la provincia es de aproximadamente 175 millones de dólares canadienses.
El sector secundario aporta el 25 % del PIB de Nuevo Brunswick. La industria de manufactura aporta el 14% del PIB de la provincia y emplea aproximadamente a 41 mil personas. El sector de la construcción supone el 5% del PIB de la provincia y emplea a cerca de 19,6 mil personas. La minería aporta el 2% del PIB y emplea aproximadamente a 3 mil personas. Los principales recursos naturales extraídos en Nuevo Brunswick son el plomo, el cobre, la plata, el zinc, el cadmio, el bismuto, el oro y el carbón.
El sector terciario supone el por 70 % del PIB de Nuevo Brunswick. Los servicios suponen el 22 % del PIB de la provincia y emplean a cerca de 127,3 mil personas. Los servicios financieros e inmobiliarios emplean aproximadamente a 12,7 mil personas y suponen más del 22% del PIB de Nuevo Brunswick. El comercio al por mayor y al por menor responde por un 11% del PIB de la provincia y emplea aproximadamente a 55,1 mil personas. Transportes y telecomunicaciones suponen el por 10 % del PIB y emplean aproximadamente a 32,2 mil personas y los servicios gubernamentales el 10 % del PIB de la provincia, empleando aproximadamente a 22,9 mil personas. Los servicios públicos responden por el 4 % del PIB de la provincia y emplean aproximadamente a 4,3 mil personas.
Cerca del 30 % de la electricidad generada en Nuevo Brunswick está producida por la central nuclear de Point Lepreau, el 35 % es generada en centrales termoeléctricas a carbón o a petróleo, y el 15 % en centrales hidroeléctricas. El otro 20 % se genera en centrales localizadas fuera de Nuevo Brunswick, pero administradas por la provincia. Cerca de la mitad de la electricidad generada en Point Lapreau es exportada a los Estados Unidos. Nuevo Brunswick también exporta electricidad a la Isla del Príncipe Eduardo.

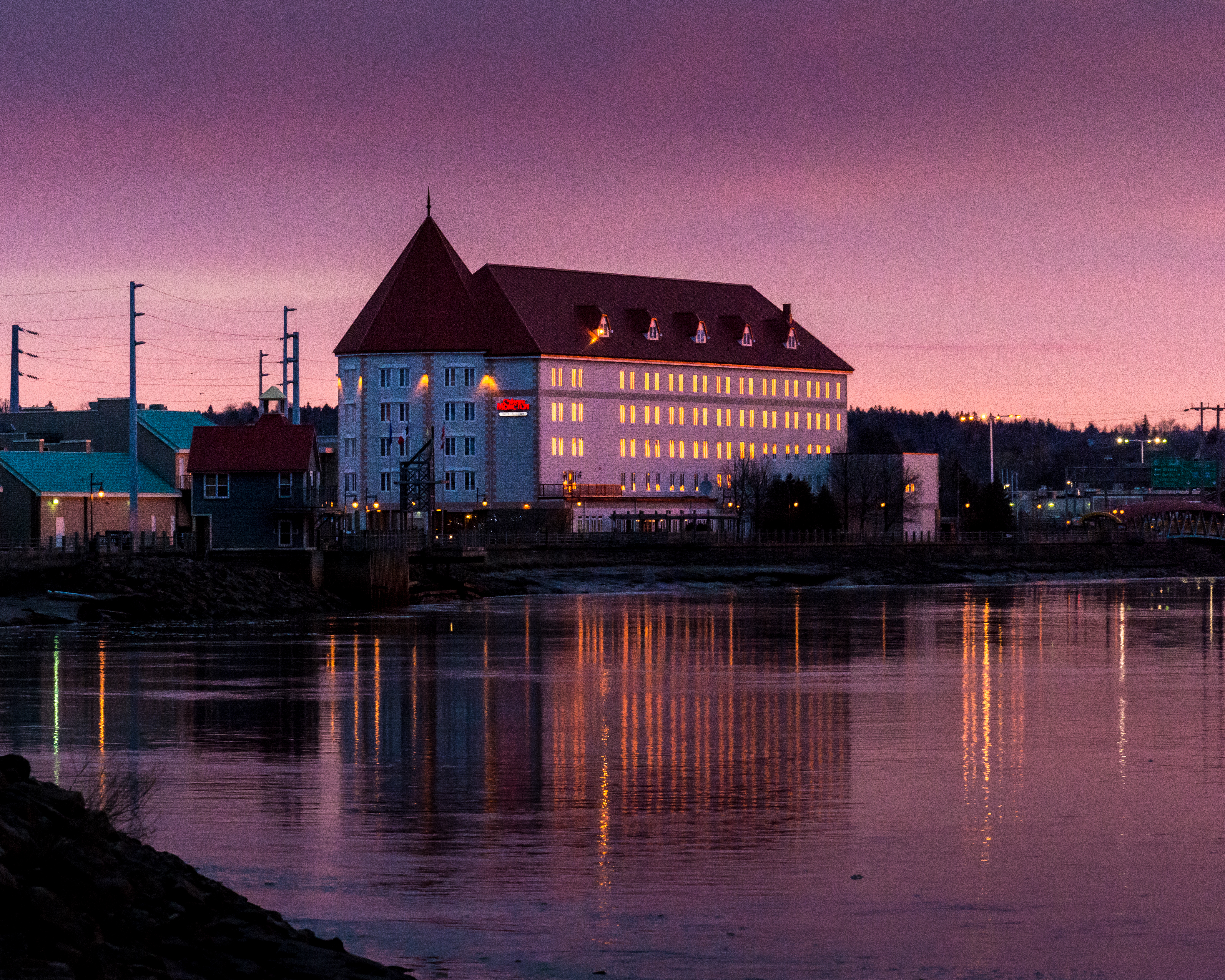
El Hotel Château de Moncton

### Feudalismo económico
La influencia de la familia Irving (propietaria de la refinería más grande de Canadá, de grandes granjas y fincas forestales, de periódicos, de muchos aserraderos y fábricas de papel, de una flota de barcos y camiones, de una red ferroviaria, etc) en Nueva Brunswick es tal que a veces se describe a la provincia como sujeta a una forma de feudalismo económico. En 2016, las 200 empresas que controla le otorgan un capital de aproximadamente 10 000 millones de dólares.
Las actividades del grupo cuentan con el apoyo de las autoridades a través de numerosas exenciones fiscales y subvenciones, especialmente a través del Programa de adquisición de energía renovable para grandes industrias. La provincia también ha transferido gradualmente la gestión de los activos forestales del sector público al grupo Irving, con una reducción regular de los estándares. En 2014, este último reduce el tamaño de las zonas de amortiguamiento entre los bosques y los lugares habitables, permite una mayor tala, aumenta el volumen de producción previsto y disminuye la proporción de áreas protegidas del 31 % al 22 %.
La familia es propietaria de todos los periódicos en inglés de la provincia. También es propietaria de varias estaciones locales de radio y televisión. Para el académico Alain Deneault, «los conflictos de intereses que se derivan de esta situación parecen caricaturizados: los medios de comunicación del grupo reflejan esencialmente las posiciones de la familia Irving en todos los ámbitos de la vida social e industrial en los que está implicada». La información proporcionada por el grupo y difundida por la prensa a veces es cuestionada (particularmente en el otoño de 2018, durante una explosión en la refinería de Saint John), pero pocos funcionarios, profesores y miembros del parlamento la reportan, ya que las contribuciones financieras de la familia a las universidades y a los partidos políticos le proporcionan un medio de presión.
Biólogos, académicos y Eilish Cleary, exjefe de salud pública de la provincia, informaron que habían sido sometidos a una fuerte presión (hasta el despido en el caso de Eilish Cleary) al analizar el impacto de los plaguicidas utilizados por el grupo y su gestión forestal opaca. Desde la década de 1970, todos los primeros ministros provinciales han sido elegidos con el apoyo de Irving. Blaine Higgs, primer ministro desde noviembre de 2018, es un antiguo ejecutivo del grupo. Según el periodista Michel Cormier: «Quizás podríamos ganar unas elecciones sin el apoyo tácito de Irving, pero era difícil aspirar al poder si decidía oponerse abiertamente a ello.»

### Agricultura
Nuevo Brunswick ha experimentado varios problemas en el ámbito de la agricultura, al igual que en el resto de Canadá, lo que ha provocado una disminución del valor de la producción y el abandono casi sistemático de la agricultura de subsistencia. Mientras que la producción se ha mantenido estable, el número de explotaciones agrícolas ha pasado de casi 32 000 en 1941 a 3000 en la actualidad. La superficie de tierras agrícolas ha perdido dos tercios de las 350 000 hectáreas que tenía en 1941. El número de empleos agrícolas ha pasado de 26 834 en 1951 a 6000 en la actualidad. Sin embargo, durante el mismo período, la producción se ha mantenido estable y el número de empleos en la transformación y el transporte de productos agrícolas ha aumentado a 18000.

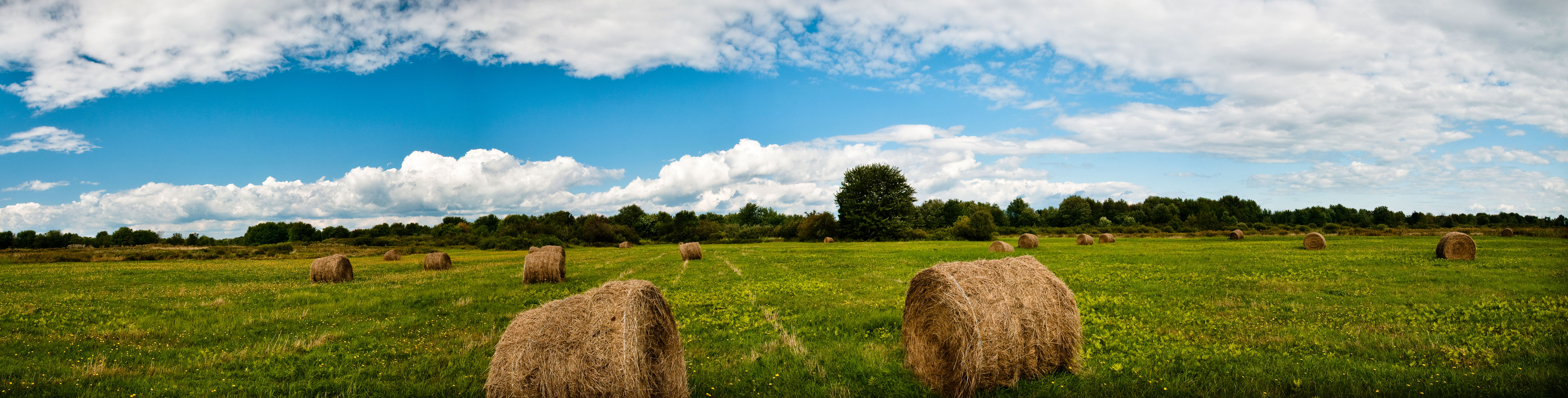
Una granja de Nuevo Brunswick

Los productos lácteos y las patatas representan el 45 % de los ingresos agrícolas, mientras que la carne de vacuno, las aves de corral y el cerdo representan el 30 %, los cultivos extensivos de frutas y hortalizas el 7,5 %, los huevos el 6 % y los productos del arce el 2 %.
Las papas, sobre todo las de siembra, representan la principal exportación agrícola de la provincia, que suministra el 20 % de la producción canadiense. Las patatas se cultivan principalmente en el valle del río Saint John, donde los condados de Carleton y Victoria producen el 80 % y el condado de Madawaska, el 15 %. La producción lechera se concentra en los condados de Kings, Westmorland y York.
Una docena de oficinas agrupan a los productores de leche, pavo, huevos, cerdo, nata, pollo, manzanas, plantas para jardinería y algunos productos forestales

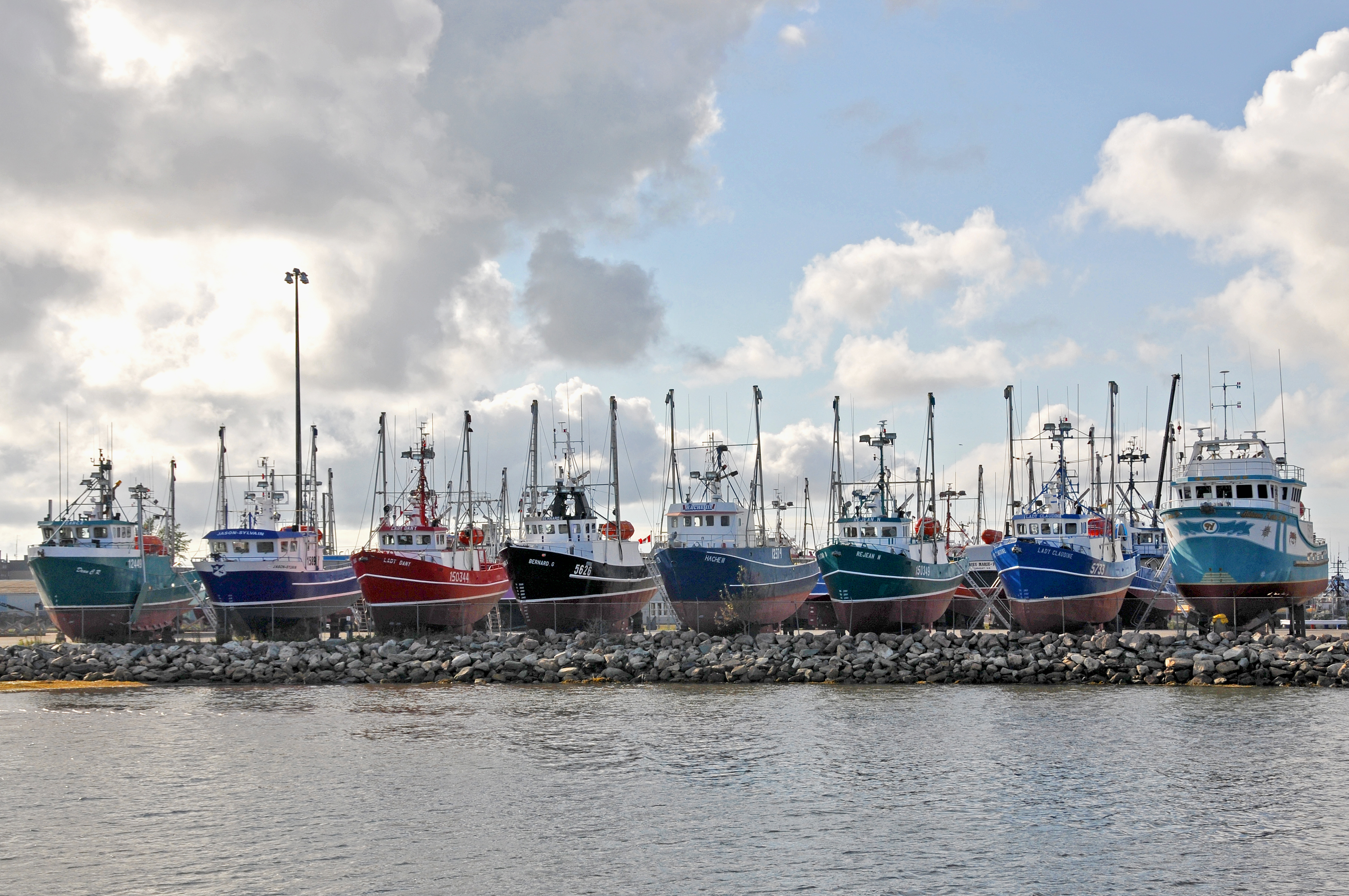
Puerto de Shippagan

### Pesca
La pesca, en declive hasta la década de 1960, experimentó un renacimiento gracias a la modernización de los barcos y los métodos. Además, la ampliación de los límites de la zona de pesca a 370 km de la costa en 1977 benefició a la industria. Sin embargo, actualmente la industria sufre una disminución de las capturas y de las poblaciones de peces.
La industria pesquera de Nuevo Brunswick representa el 20 % de la costa atlántica canadiense. La mitad de la producción se exporta, principalmente a Estados Unidos, mientras que Japón representa un mercado cada vez más importante. En 1995, las capturas tenían un valor de 100 millones de dólares y la industria contaba con 8000 pescadores que trabajaban en unos 4000 barcos. La industria de la transformación crea 10 000 puestos de trabajo en 130 fábricas. Las principales zonas de pesca son el golfo de San Lorenzo, el estrecho de Northumberland y la bahía de Fundy. El bogavante representa la mayor parte del valor de los productos transformados, seguido del cangrejo, el arenque y la vieira. La salmonicultura del suroeste de la provincia es una industria de 95 millones de dólares. La trucha, las ostras y los mejillones también se cultivan en diferentes regiones.
Nuevo Brunswick cuenta con numerosos puertos pesqueros, entre los que destaca el de Shippagan, el más lucrativo y uno de los más grandes, con capacidad para 90 barcos. El único astillero, el de Bas-Caraquet, fue en su día el principal astillero de reparación de Canadá, pero necesita importantes inversiones. La Escuela de Pesca de Nuevo Brunswick, en Caraquet, ofrece cursos universitarios en diferentes ámbitos de la industria.
Las normas vigentes en materia de derechos de pesca en la sección de Nuevo Brunswick han evolucionado relativamente desde la ley de 1988, que es hasta la fecha una de las leyes más conocidas en el ámbito jurídico canadiense.

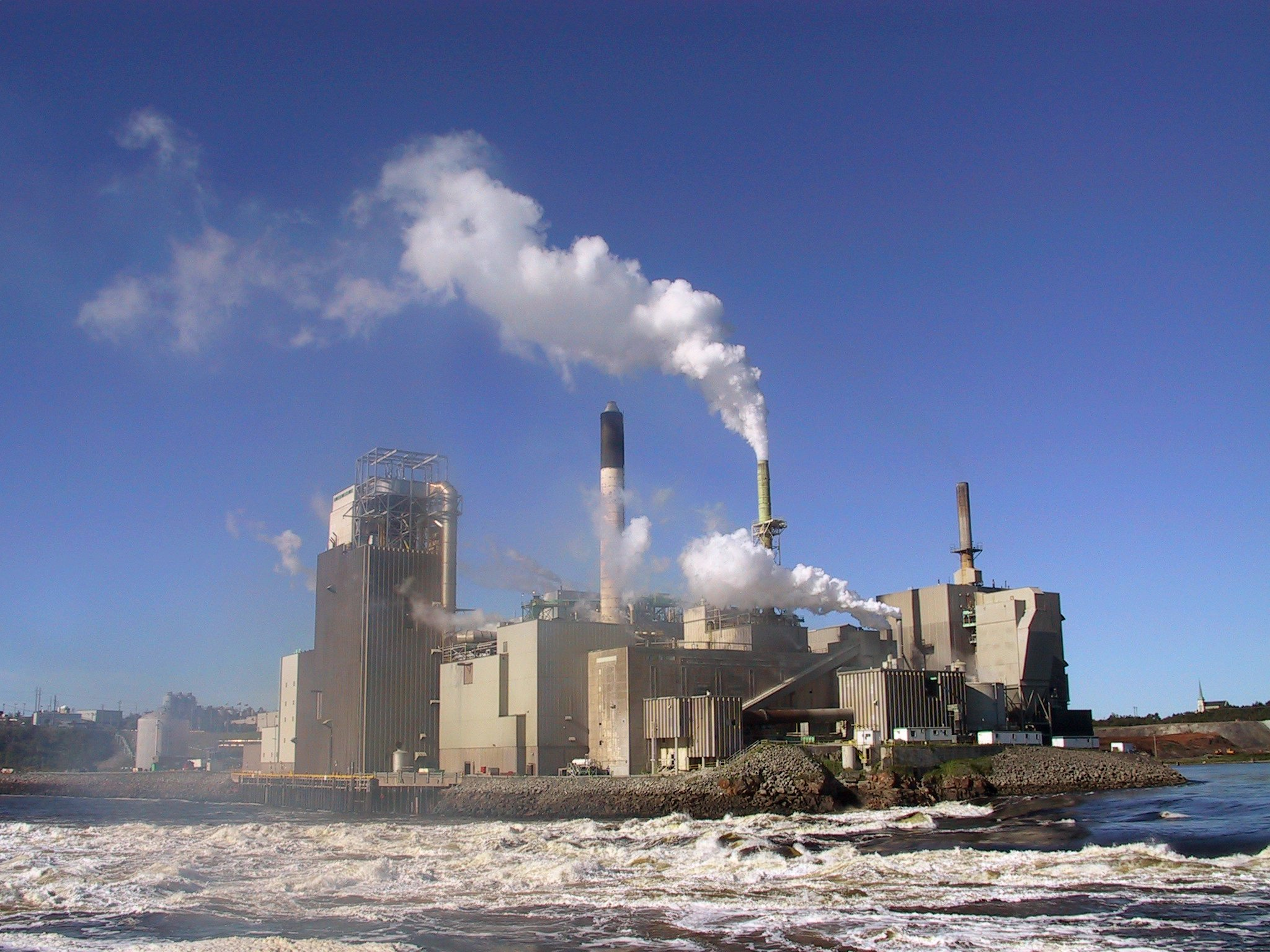
La fábrica de pasta y papel J.D. Irving en Nuevo Brunswick

### Industria Forestal
La industria forestal de Nuevo Brunswick genera unos ingresos de 2100 millones de dólares, lo que representa el 11 % del PIB provincial. Los productos forestales representan el 40 % del valor de las exportaciones de la provincia. La industria crea alrededor de 14 000 puestos de trabajo directos y 13 000 indirectos. Solo los empleos directos representan una masa salarial de 480 millones de dólares.
La provincia tiene una superficie de 7,2 millones de hectáreas. 6,1 millones de hectáreas están cubiertas de bosques y, de ellas, 5,9 millones de hectáreas representan un potencial económico. Hay dos tipos de terrenos forestales en Nuevo Brunswick: terrenos de la Corona y terrenos privados. Los terrenos de la Corona se dividen en 10 zonas (licencias), que se alquilan a 6 grandes empresas forestales (licenciatarios) y a unos 50 sublicenciatarios.
Las tierras de la Corona representan el 51 % de las tierras forestales, las tierras federales el 2 %, las tierras privadas de particulares el 29 % y las tierras privadas de empresas forestales el 18 %.
Menos del 2 % (60 000 hectáreas) de las tierras públicas se talan cada año, y dos tercios volverán a crecer de forma natural.
La gestión de los bosques de la provincia es especialmente opaca. Donald Bowser, especialista internacional en corrupción política, se declara «sorprendido al descubrir que hay menos transparencia en Nuevo Brunswick que en Kurdistán, Guatemala o Sierra Leona, a pesar de los colosales fondos públicos destinados a la explotación de los recursos naturales».

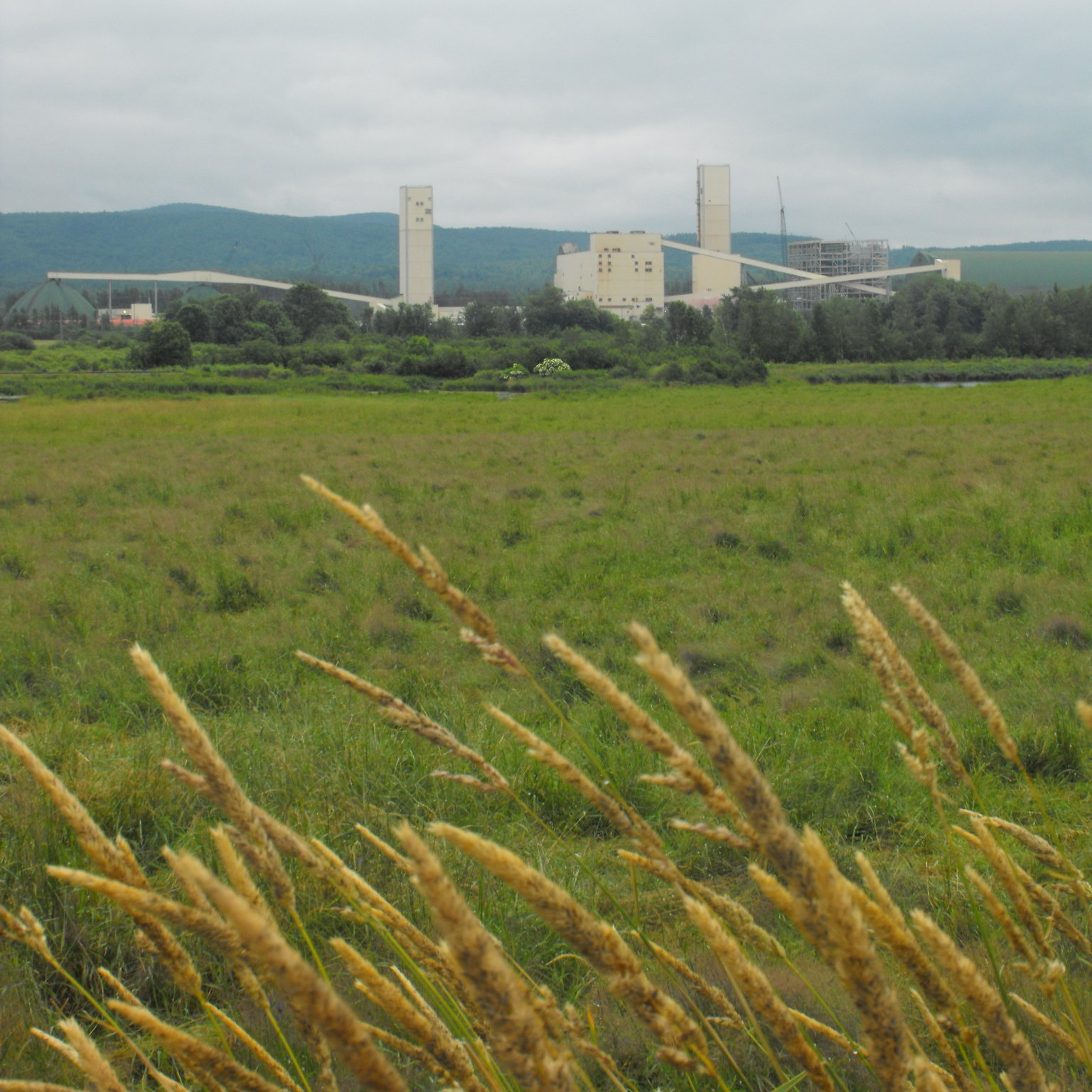
Mina de potasa en Penobsquis, cerca de Sussex, Nuevo Brunswick.

### Industria minera
La industria minera es una de las más desarrolladas en Nuevo Brunswick, con un valor de casi 1500 millones de dólares en 2006, pero cada vez se encuentra en más dificultades. La industria da empleo a 4200 personas. Hay tres minas que producen zinc, plomo y cobre, una mina subterránea de potasa y sal, y diez grandes canteras. La mina Brunswick es la mina subterránea de zinc más importante del mundo. La provincia produce menos del 2 % del cobre canadiense, pero el 25 % de la plata, el 30 % del antimonio, el 31 % del zinc, el 39 % del plomo y el 91 % del bismuto. Hay 24 explotadores de turberas, situadas en su mayoría en la península de Acadia y en la región de Baie-Sainte-Anne. Esta producción representa el 31 % del total canadiense.
Sin embargo, la industria minera tardó en desarrollarse. Las minas de carbón de Minto, explotadas desde el siglo XVII, contribuyeron al desarrollo de la región. Uno de los primeros pozos de petróleo comerciales del mundo se perforó en Memramcook en 1859. La extracción de carbón prácticamente cesó a partir de la década de 1960, debido a la adopción del desarrollo de la energía hidroeléctrica y del petróleo. La primera y la segunda crisis del petróleo reactivaron la explotación del carbón, pero el descubrimiento de las minas del noreste de la provincia superó rápidamente esta producción. La mina de carbón cerró sus puertas en 2010.
Un tercio del territorio está compuesto por rocas carboníferas, que podrían contener gas natural. La industria se ha desarrollado recientemente, especialmente desde la construcción de un gasoducto que conecta Nueva Escocia con Estados Unidos a través del sur de la provincia.

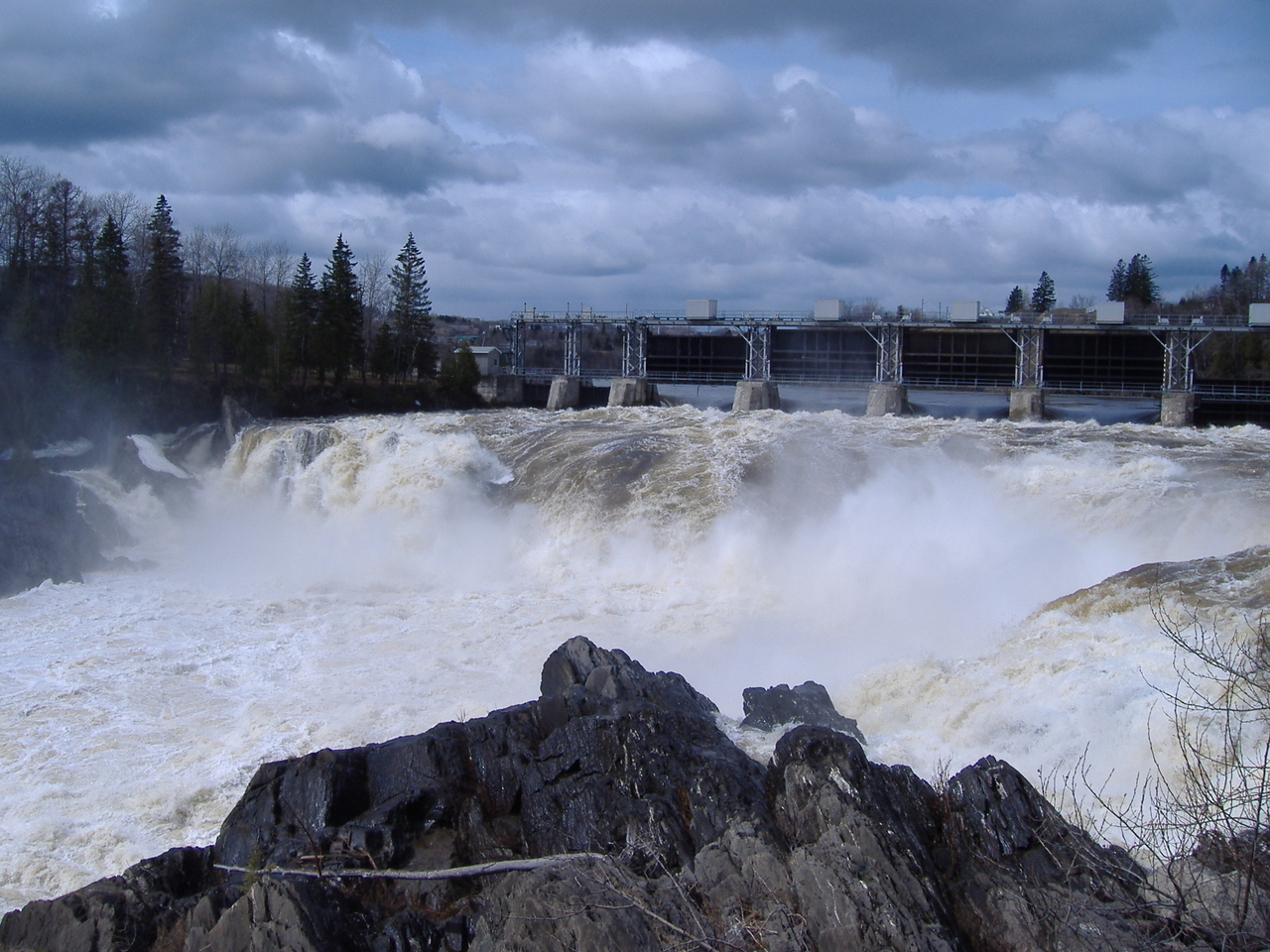
Central hidroeléctrica de Grand-Sault

### Energía
Una empresa pública fundada en 1920, Énergie NB (también conocida como Énergie NB o NB Power, en inglés), produce, transporta y distribuye la mayor parte de la electricidad en Nuevo Brunswick. Tres ciudades, entre ellas Saint-Jean y Edmundston, cuentan con un sistema municipal de distribución eléctrica.
La red de 14 centrales eléctricas de Énergie NB tiene una potencia instalada neta de 3313 MW, de los cuales casi el 60 % proviene de seis centrales térmicas:
- 1903 MW procedentes de centrales térmicas, como la central térmica de Belledune;
- 884 MW de centrales hidroeléctricas, de las cuales la más potente es la central de Mactaquac;
- 526 MW de turbinas de combustión.
- A esta potencia se suma la energía producida por dos centrales explotadas por filiales de Énergie NB:
- la central nuclear de Point Lepreau, con una potencia instalada de 635 MW;
- la central de carbón de Coleson Cove, con una potencia instalada de 978 MW.

Además, en 2008 se inauguró un parque eólico. Las 25 torres tendrán una potencia de 75 MW. El Gobierno desea aumentar la capacidad a 200 MW para 2009 y a 400 MW para 2016.
Parte de la electricidad se importa de Quebec. En 2009, se firmó un acuerdo para la venta de Énergie NB a Hydro-Québec, pero la operación se abandonó al año siguiente.

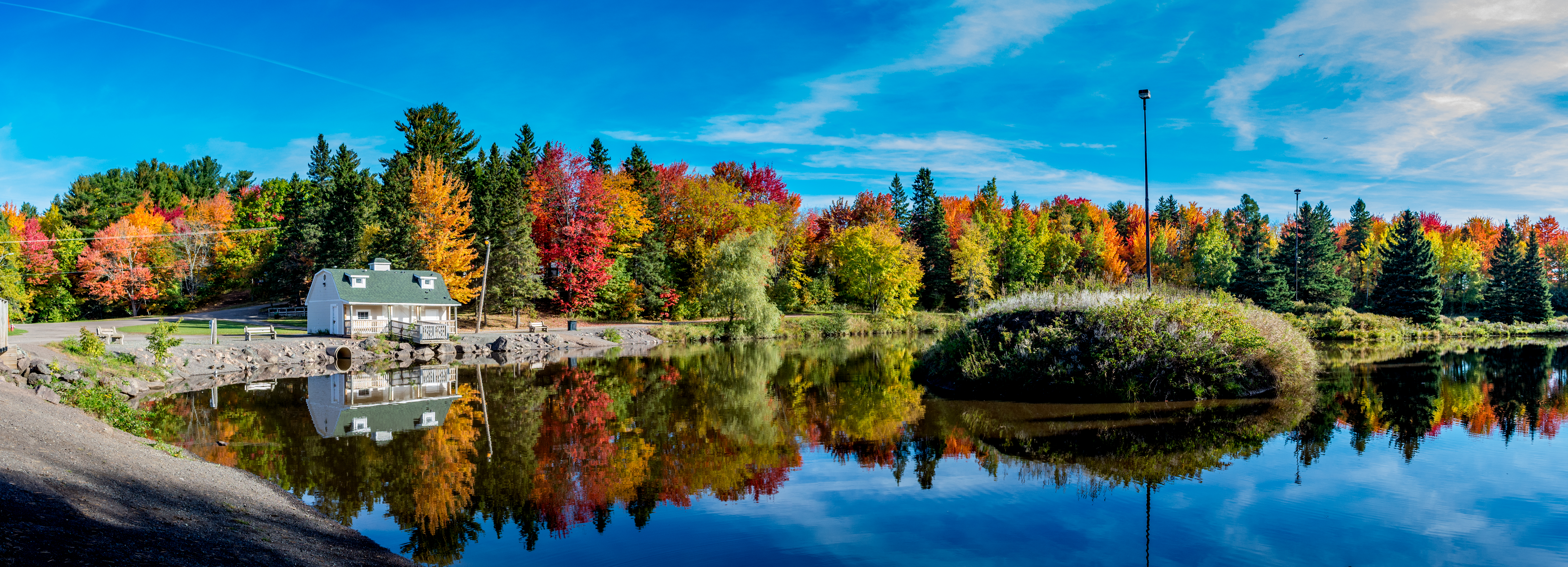
Parque Centennial en Moncton

### Turismo
El turismo es uno de los pilares de la economía provincial. El Ministerio de Turismo y Parques se encarga de su desarrollo y promoción. Las playas de aguas cálidas, los paisajes, las actividades al aire libre y la cultura acadiana son algunos de los temas principales de las campañas publicitarias. Los diferentes lugares y actividades están asociados a cinco rutas panorámicas, identificadas con un logotipo en las señales de tráfico. En 2007, el turismo proporcionaba empleo directo a 23 000 trabajadores repartidos en 3440 empresas. Esta industria, cuyos beneficios ascienden a 791 millones de dólares, representa el 3,2 % del PIB. En 1994, 1,2 millones de turistas visitaban anualmente la provincia.

Parque natural de Irishtown

Los parques nacionales de Fundy y Kouchibouguac y los 34 parques provinciales atraen por sí solos a 2,1 millones de visitantes al año. Los lugares más recomendados son el centro de interpretación de la naturaleza de Cap-Jourimain, el país de la Sagouine, el museo de Nuevo Brunswick, el parque nacional de Kouchibouguac, el parque natural Irving, el barrio histórico de la Garnison, el sendero Fundy, el parque provincial Hopewell Rocks, el pueblo histórico acadiano y el pueblo histórico de Kings Landing.

## Transporte

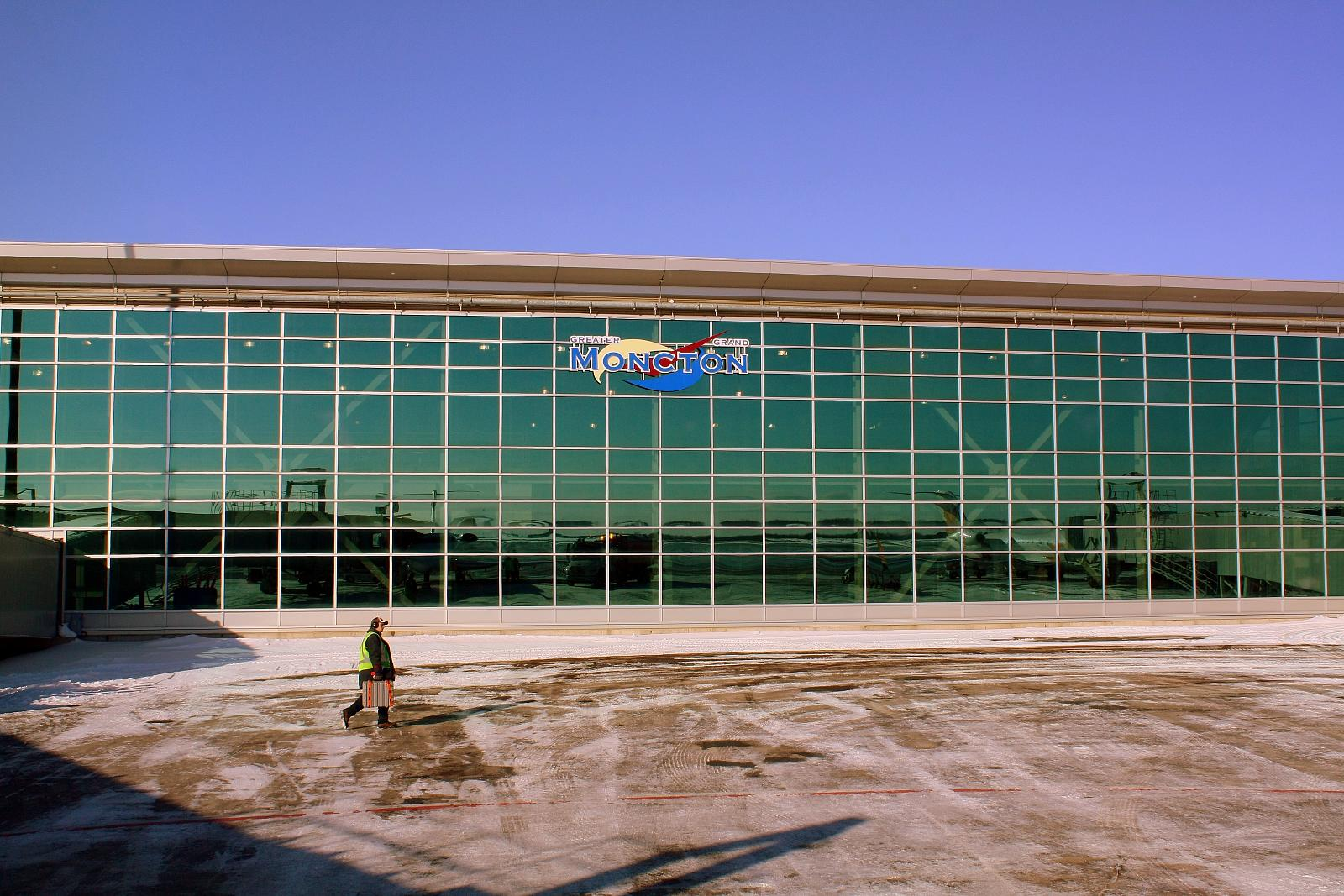
Aeropuerto Internacional de Moncton

Nuevo Brunswick posee cerca de mil kilómetros de vías férreas y 955 kilómetros de vías públicas. Saint John es el principal centro de transportes en general de Nuevo Brunswick, y un gran centro portuario, aeroportuario y ferroviario canadiense. Es uno de los pocos centros portuarios del este canadiense que opera todo el año.
La red de carreteras tiene una longitud total de casi 19 000 kilómetros en 2017, la mayor parte asfaltada. La carretera transcanadiense atraviesa la provincia de noroeste a sureste, pasando por Edmundston, Fredericton y Moncton. La red de autopistas conecta todas las regiones entre sí, excepto la península de Acadia, donde se construirá una autopista en 2014. Hay cerca de 2700 estructuras. El puente de la Confederación, de 12,9 km de longitud, conecta Nuevo Brunswick con la Isla del Príncipe Eduardo.
La compañía de autobuses interurbanos Acadian Lines, filial de Orléans Express, da servicio a 36 localidades.

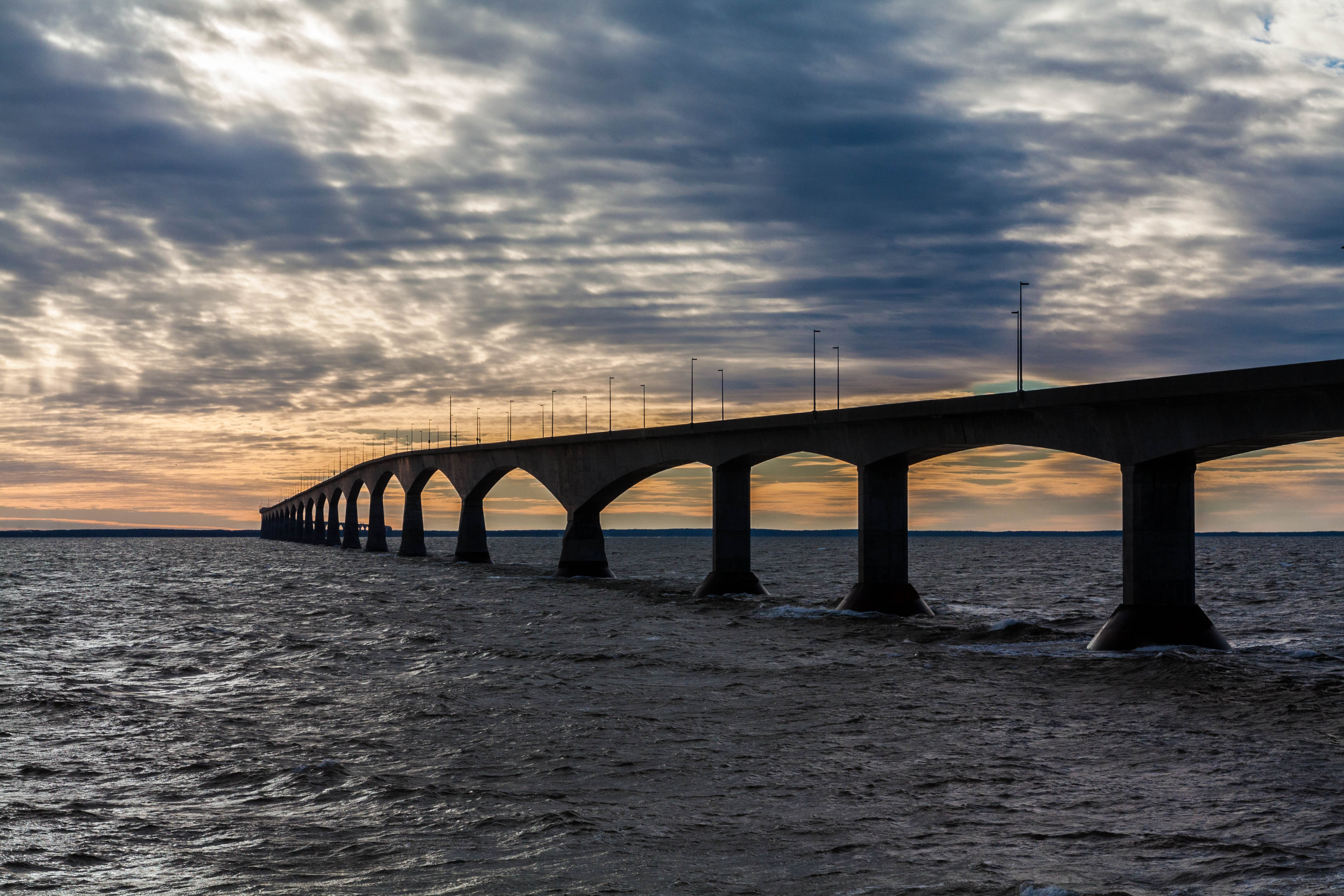
Puente de la Confederación

Las ciudades de Moncton, Saint-Jean y Fredericton cuentan cada una con una red de transporte público en autobús. Bathurst instauró un servicio en 2005, pero lo retiró menos de un año después. Se ha propuesto la apertura de una red en Bouctouche.
El aeropuerto internacional Roméo-LeBlanc, el aeropuerto de Saint-Jean y el aeropuerto internacional de Fredericton ofrecen conexiones directas a varios destinos canadienses, como Halifax, Montreal, Toronto y Ottawa, así como a Newark y San Pedro y Miquelón. Las Antillas y Londres también cuentan con conexiones durante el verano. El aeropuerto de Bathurst ofrece conexiones nacionales regulares, mientras que los de Charlo, Saint-Léonard y Miramichi ofrecen un servicio limitado.
La primera línea ferroviaria, la línea de Saint-Jean a Pointe-du-Chêne del ferrocarril European & North American, se completó en 1857. El ferrocarril Intercolonial, inaugurado en 1872, conectaba todas las provincias canadienses de la época, una de las condiciones de la Confederación Canadiense. La red de Nuevo Brunswick es ahora reducida y relativamente obsoleta, y se utiliza principalmente para el transporte de mercancías. El tren de pasajeros más antiguo de Via Rail Canada, L'Océan, conecta Montreal con Halifax a través de nueve estaciones del norte y el este de Nuevo Brunswick, seis veces por semana. Este servicio es utilizado por 130 000 pasajeros de Nuevo Brunswick al año.

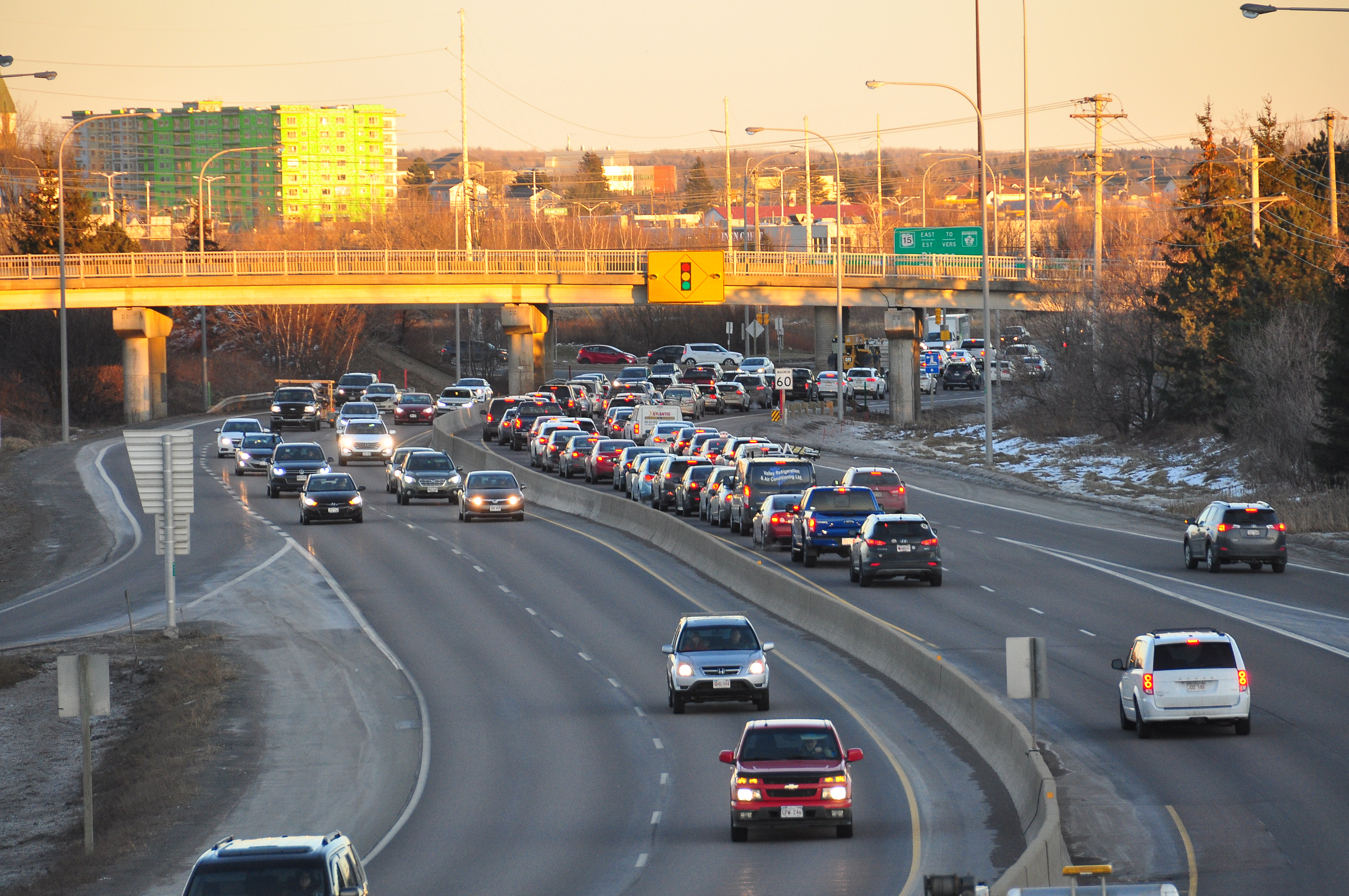
Autopista en Moncton

No hay red de tranvías, trenes de cercanías ni metro. Sin embargo, Moncton, Saint John y Saint Stephen ya han tenido redes de tranvías eléctricos.
El primer puerto de Nuevo Brunswick y el tercero del país es el puerto de Saint John, donde se manipularon 25 millones de toneladas de mercancías en 2008. Por orden decreciente de importancia, le siguen los puertos de Belledune, Bayside, Dalhousie y Miramichi. El puerto de Saint John también recibe cruceros. La provincia cuenta además con decenas de puertos pesqueros y deportivos.
El gobierno opera doce transbordadores y balsas gratuitos en el río Saint John y en la isla Deer. Coastal Transport Services presta servicio al archipiélago de Grand Manan. Bay Ferries opera el Princess of Acadia entre Saint John y Digby, en Nueva Escocia.

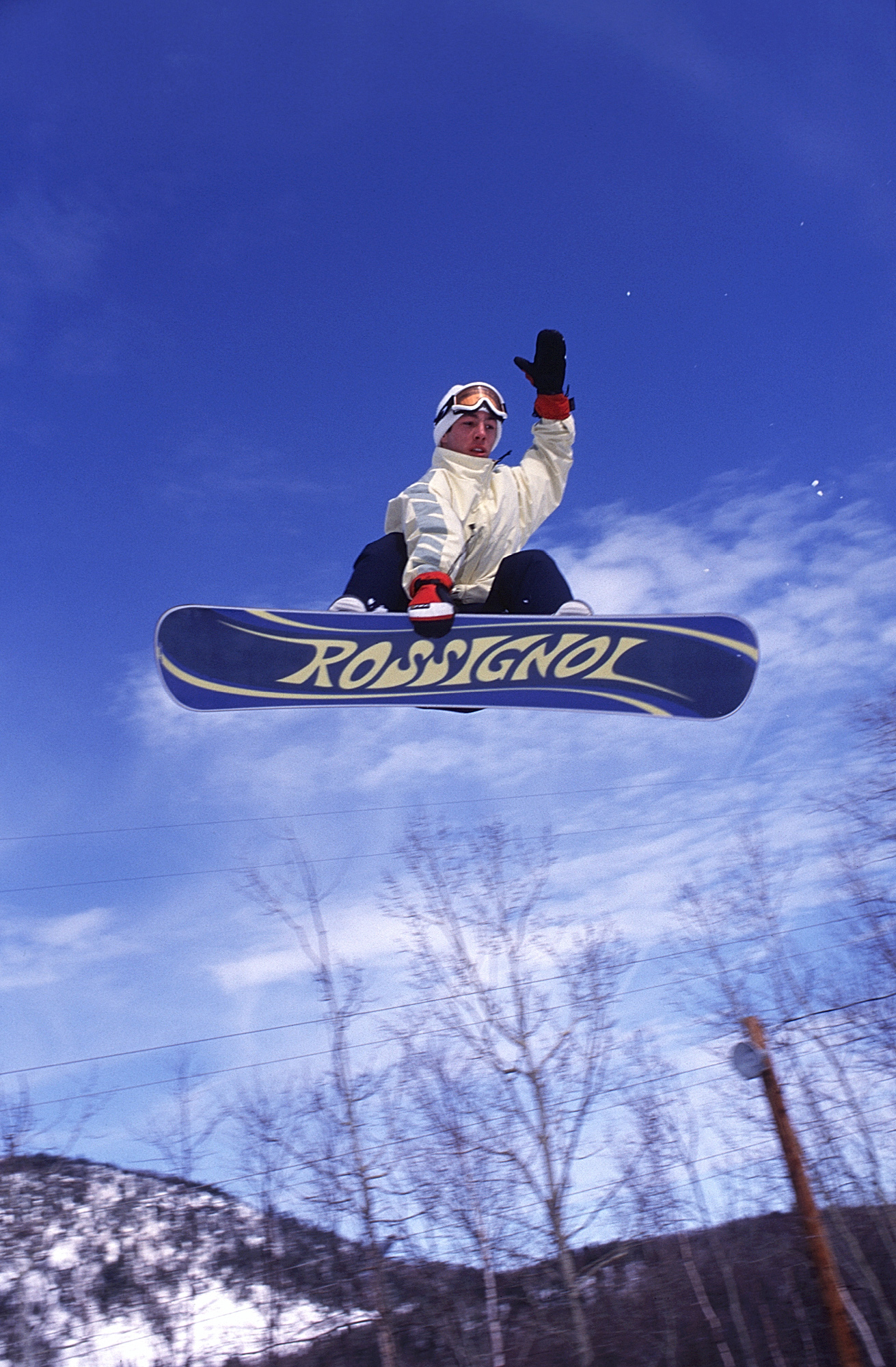
Snowboarding en Nuevo Brunswick

## Deporte
Como en el resto de Canadá, el hockey sobre hielo es el deporte más popular en Nuevo Brunswick y la mayoría de las localidades cuentan con un estadio. Hasta 2003 había equipos de la Liga Americana de Hockey. A nivel juvenil, la provincia sigue estando representada en la Liga Juvenil de Hockey Maritimes Québec por el Titan d'Acadie-Bathurst, los Sea Dogs de Saint-Jean y los Wildcats de Moncton, estos últimos ganadores de la Copa del Presidente en 2010. También hay cuatro equipos de la Liga Marítima de Hockey Juvenil A: los Commandos de Dieppe, los Slammers de Woodstock, los Tigers de Restigouche y los Timberwolves de Miramichi. La mayoría de las ciudades cuentan con otros equipos que compiten en ligas amateurs.
Los Gladiators de la región de la Capital, los Mustangs de Riverview y los Wanderers de Saint-Jean representan a la provincia en la Liga de Fútbol de las Marítimas.
Los clubes deportivos de los Aigles bleus de Moncton, los Mounties de Mount Allison y los Varsity Reds de la UNB representan a las universidades en la SIC.
El ringette, el fútbol, el baloncesto y el voleibol son otros de los deportes de equipo más populares.

La provincia cuenta con 56 campos de golf. La isla de Lamèque es el mejor lugar del país para practicar kitesurf. Las abundantes nevadas y los 1000 km de pistas hacen de Nuevo Brunswick un buen lugar para practicar motonieve.

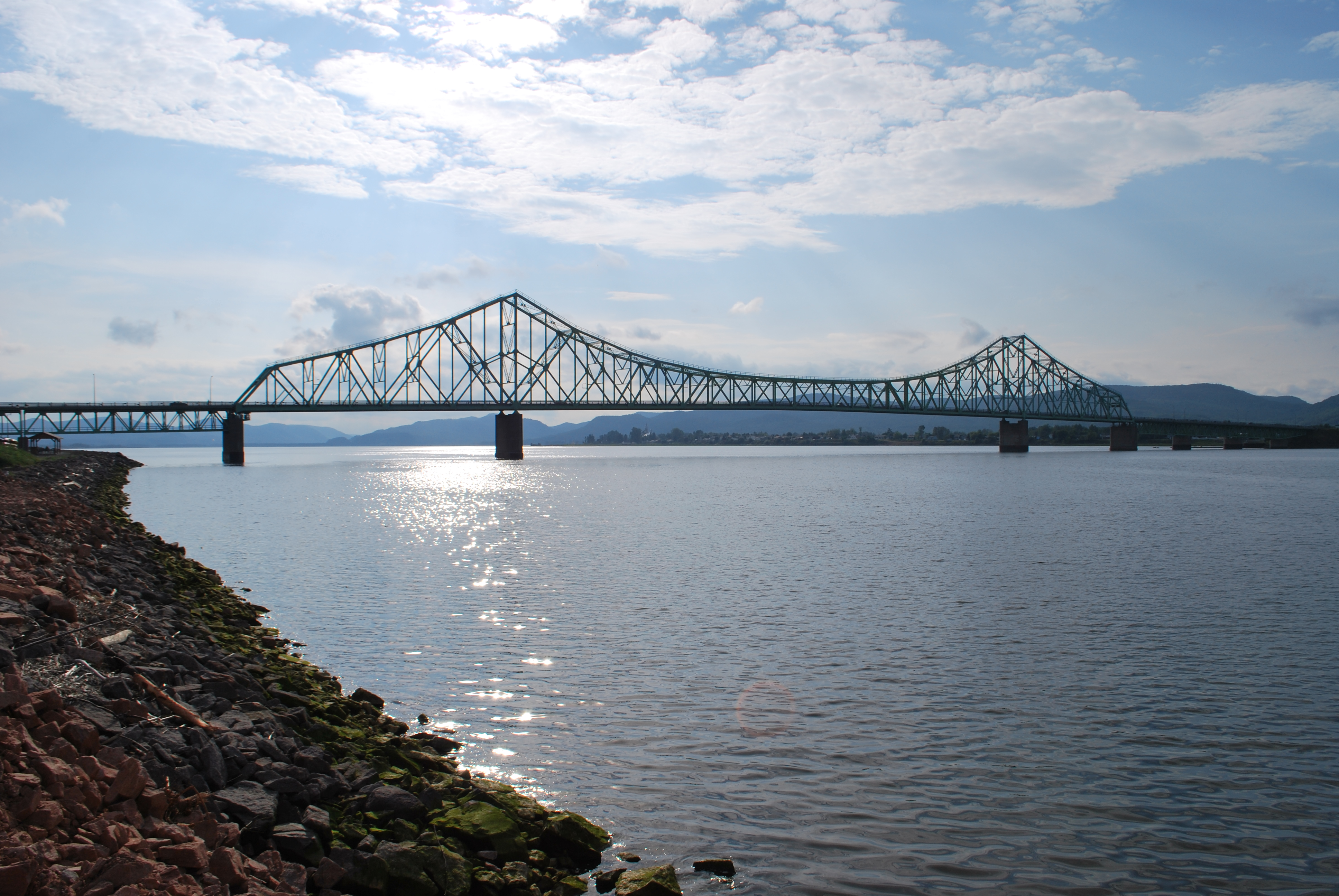
Puente J.C. Van Horne sobre el río Ristigouche en Campbellton.

## Cultura

### Artes visuales
Nuevo Brunswick cuenta con numerosas galerías repartidas por toda la provincia, entre las que se incluyen la Galería de Arte Beaverbrook, designada galería de arte provincial de Nuevo Brunswick en 1994, y la Galerie d’art Louise-et-Reuben-Cohen de la Universidad de Moncton. Nuevo Brunswick también cuenta con cuatro centros gestionados por artistas: Connexion ARC, situado en Fredericton; Galerie Sans Nom, en Moncton; Struts Gallery, en Sackville, y Third Space Gallery, en Saint John, así como un taller de impresión gestionado por artistas, Atelier d'estampe Imago Inc., situado en Moncton.
La Universidad Mount Allison es conocida por su programa de arte, creado en 1854. El programa alcanzó su máximo esplendor bajo la dirección de John A. Hammond, entre 1893 y 1916. Entre sus graduados más destacados se encuentran Alex Colville, Christopher Pratt, Mary Pratt y Herménégilde Chiasson. La universidad también abrió una galería de arte en 1895, que lleva el nombre de su mecenas, John Owens, de Saint John. La Galería de Arte Owens de la Universidad Mount Allison es actualmente la galería de arte más antigua gestionada por una universidad en Canadá.
Entre los artistas modernos de Nuevo Brunswick se encuentran el pintor paisajista Jack Humphrey, el escultor Claude Roussel y Miller Brittain.

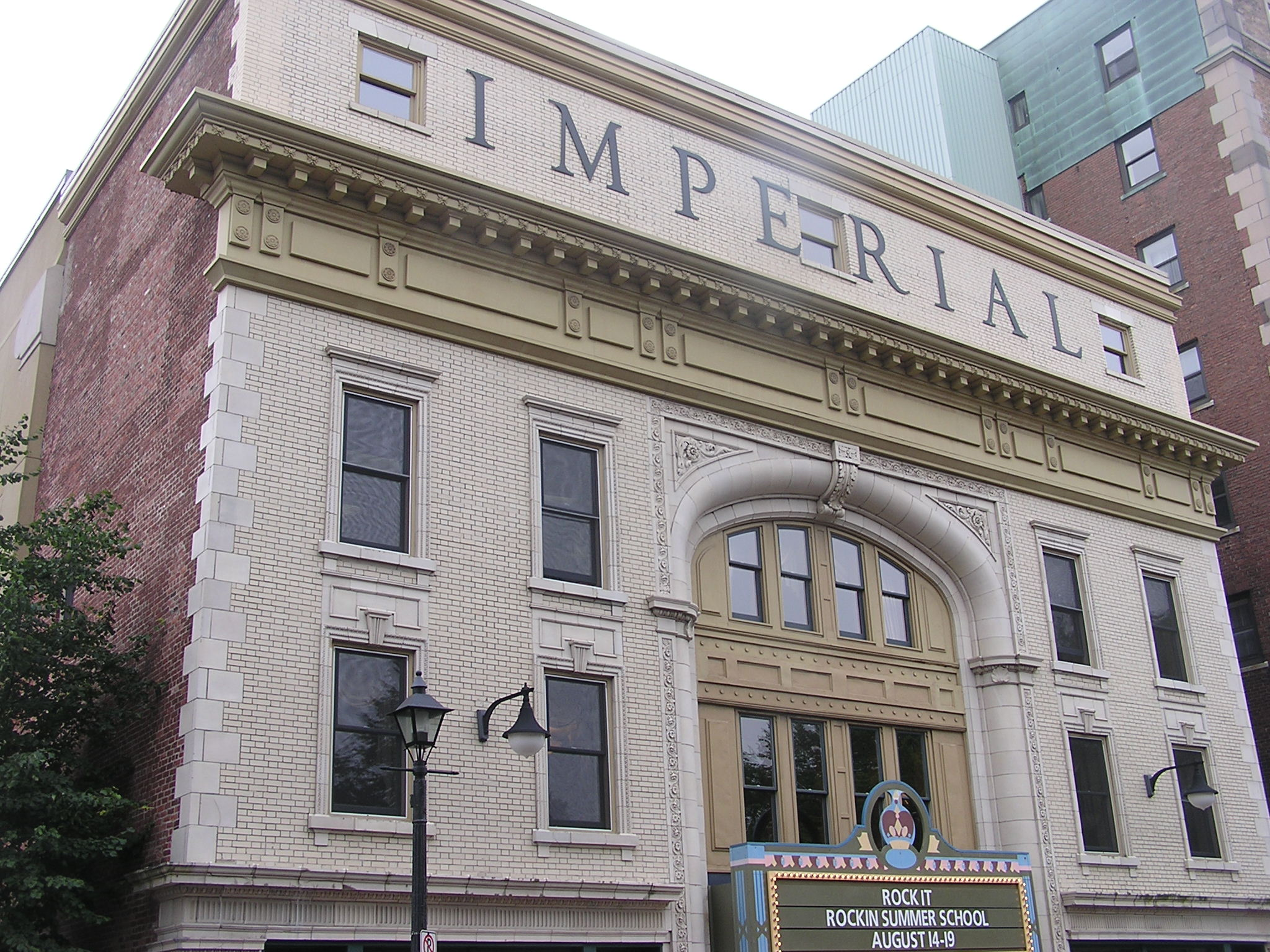
Teatro Imperial de Saint John

### Artes dramáticas
Las tres principales compañías teatrales son Theatre New Brunswick de Fredericton, Théâtre populaire d'Acadie de Caraquet y Théâtre l'Escaouette de Moncton. El Ballet-Théâtre atlantique du Canada, con sede en Moncton, es la compañía más conocida a nivel internacional.
Léonard Forest dio origen al cine acadiano cuando fue contratado en 1954 por la Oficina Nacional de Cine de Canadá. Fue el impulsor del estudio de Moncton, donde se han producido la mayoría de las películas acadianas, sobre todo documentales, desde su fundación en 1974 hasta la actualidad.
Los principales actores nacidos en Nuevo Brunswick son Sam De Grasse (1875-1953) y Donald Sutherland (1935-). Uno de los principales directores es Joseph De Grasse (1873-1940). El productor Louis Mayer (1885-1957) creció en Saint-Jean.

### Medios de comunicación
Los primeros periódicos publicados en Nuevo Brunswick fueron el The Royal Gazette y el The New Brunswick Advertiser, que fueron publicados en 1785. Actualmente se publican en la provincia cerca de 25 periódicos, de los cuales cinco son diarios.
La primera estación de radio de Nuevo Brunswick fue fundada en 1923, en Fredericton. La primera estación de televisión de la provincia fue fundada en 1954, en Saint John. Actualmente, Nuevo Brunswick posee 31 estaciones de radio —de las cuales 11 estaciones son de radio AM y 20 estaciones son de FM— y tres estaciones de televisión.